# Quy Nhơn (thành phố)
Quy Nhơn từng là thành phố tỉnh lỵ của tỉnh Bình Định cũ , thành phố cảng biển vùng duyên hải Nam Trung Bộ, Việt Nam. Ngày nay, tên địa danh Quy Nhơn được đặt cho phường Quy Nhơn và là trung tâm hành chính của tỉnh Gia Lai, Việt Nam.

## Địa lý

### Vị trí địa lý

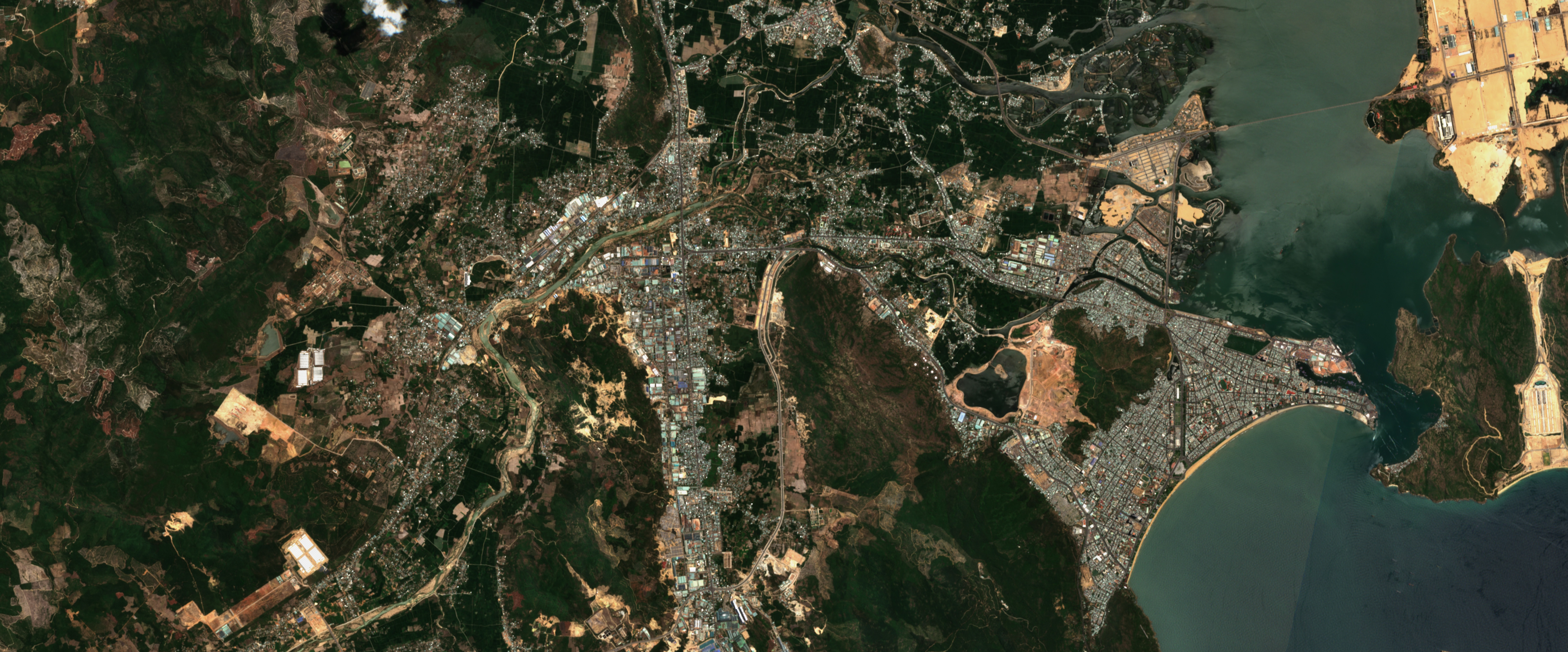
Ảnh vệ tinh khu vực Quy Nhơn

Thành phố Quy Nhơn nằm ở phía đông nam và là địa phương cửa ngõ phía nam tỉnh Bình Định, có vị trí địa lý:
- Phía đông giáp Biển Đông
- Phía tây giáp huyện Tuy Phước và huyện Vân Canh
- Phía bắc giáp huyện Tuy Phước và huyện Phù Cát
- Phía nam giáp thị xã Sông Cầu, tỉnh Phú Yên.[4]

Quy Nhơn nằm trong phạm vi tọa độ từ 13°36'B đến 13°54'B, từ 109°06'Đ đến 109°22'Đ, cách Hà Nội 1.065 km về phía bắc, cách Thành phố Hồ Chí Minh 650 km về phía nam, cách thành phố Pleiku (tỉnh Gia Lai) 165 km và cách thành phố Đà Nẵng 323 km.
Trước khi thuộc về Việt Nam, Quy Nhơn từng là đất của người Champa nên xung quanh thành phố hiện vẫn tồn tại nhiều di tích Chăm. Sau năm 1975, Quy Nhơn thành thị xã tỉnh lỵ trực thuộc tỉnh Nghĩa Bình rồi chính thức trở thành thành phố vào năm 1986. Đến năm 1989 thì trở thành tỉnh lị của Bình Định cho đến nay. Với sự phát triển không ngừng của mình, Quy Nhơn đã được thủ tướng chính phủ công nhận là đô thị loại I trực thuộc tỉnh vào năm 2010, được bình chọn là điểm đến hàng đầu Đông Nam Á bởi tạp chí du lịch Rough Guides của Anh vào năm 2015 và lọt vào top 20 điểm đến hàng đầu thế giới năm 2020 do Hostelworld xếp hạng 

### Địa hình
Quy Nhơn có nhiều thế đất khác nhau, đa dạng về cảnh quan địa lý như núi (Như núi Đen cao 361m), rừng nguyên sinh (Khu vực đèo Cù Mông), gò đồi, đồng ruộng, ruộng muối, bãi, đầm (Đầm Thị Nại), hồ (Hồ Phú Hòa (Phường Nhơn Phú và phường Quang Trung), Bầu Lác (Phường Trần Quang Diệu), Bầu Sen (Phường Lê Hồng Phong), hồ Sinh Thái (Phường Thị Nại)), sông ngòi (Sông Hà Thanh), biển, bán đảo (Bán đảo Phương Mai) và đảo (Đảo Nhơn Châu – Cù lao xanh). Bờ biển Quy Nhơn dài 72 km, diện tích đầm, hồ nước lợ lớn, tài nguyên sinh vật biển phong phú, có nhiều loại đặc sản quý, có giá trị kinh tế cao. Các ngành kinh tế chính của thành phố gồm công nghiệp, thương mại, xuất nhập khẩu, dịch vụ cảng biển, nuôi và khai thác thủy hải sản, du lịch.

### Khí hậu
Về khí hậu, Quy Nhơn có 2 mùa rõ rệt: mùa khô từ tháng 3 - 9, mùa mưa từ tháng 10 đến tháng 2 năm sau; nhiệt độ trung bình hàng năm khoảng 28 độ C.
| Dữ liệu khí hậu của Quy Nhơn                                 | Dữ liệu khí hậu của Quy Nhơn | Dữ liệu khí hậu của Quy Nhơn | Dữ liệu khí hậu của Quy Nhơn | Dữ liệu khí hậu của Quy Nhơn | Dữ liệu khí hậu của Quy Nhơn | Dữ liệu khí hậu của Quy Nhơn | Dữ liệu khí hậu của Quy Nhơn | Dữ liệu khí hậu của Quy Nhơn | Dữ liệu khí hậu của Quy Nhơn | Dữ liệu khí hậu của Quy Nhơn | Dữ liệu khí hậu của Quy Nhơn | Dữ liệu khí hậu của Quy Nhơn | Dữ liệu khí hậu của Quy Nhơn |
| Tháng                                                        | 1                            | 2                            | 3                            | 4                            | 5                            | 6                            | 7                            | 8                            | 9                            | 10                           | 11                           | 12                           | Năm                          |
| ------------------------------------------------------------ | ---------------------------- | ---------------------------- | ---------------------------- | ---------------------------- | ---------------------------- | ---------------------------- | ---------------------------- | ---------------------------- | ---------------------------- | ---------------------------- | ---------------------------- | ---------------------------- | ---------------------------- |
| Cao kỉ lục °C (°F)                                           | 34.6 (94.3)                  | 37.9 (100.2)                 | 39.8 (103.6)                 | 42.1 (107.8)                 | 41.7 (107.1)                 | 41.4 (106.5)                 | 39.7 (103.5)                 | 39.4 (102.9)                 | 38.9 (102.0)                 | 34.7 (94.5)                  | 34.6 (94.3)                  | 33.0 (91.4)                  | 42.1 (107.8)                 |
| Trung bình ngày tối đa °C (°F)                               | 26.9 (80.4)                  | 28.2 (82.8)                  | 29.9 (85.8)                  | 31.8 (89.2)                  | 33.8 (92.8)                  | 34.4 (93.9)                  | 34.6 (94.3)                  | 34.8 (94.6)                  | 33.0 (91.4)                  | 30.4 (86.7)                  | 28.1 (82.6)                  | 26.5 (79.7)                  | 31.0 (87.8)                  |
| Trung bình ngày °C (°F)                                      | 23.2 (73.8)                  | 24.0 (75.2)                  | 25.5 (77.9)                  | 27.5 (81.5)                  | 29.1 (84.4)                  | 29.8 (85.6)                  | 29.9 (85.8)                  | 29.9 (85.8)                  | 28.5 (83.3)                  | 26.8 (80.2)                  | 25.4 (77.7)                  | 23.8 (74.8)                  | 26.9 (80.4)                  |
| Tối thiểu trung bình ngày °C (°F)                            | 21.1 (70.0)                  | 21.6 (70.9)                  | 23.0 (73.4)                  | 24.9 (76.8)                  | 26.2 (79.2)                  | 26.8 (80.2)                  | 26.8 (80.2)                  | 26.9 (80.4)                  | 25.6 (78.1)                  | 24.5 (76.1)                  | 23.4 (74.1)                  | 21.8 (71.2)                  | 24.4 (75.9)                  |
| Thấp kỉ lục °C (°F)                                          | 15.2 (59.4)                  | 15.7 (60.3)                  | 15.8 (60.4)                  | 19.4 (66.9)                  | 19.1 (66.4)                  | 21.7 (71.1)                  | 20.6 (69.1)                  | 20.7 (69.3)                  | 20.5 (68.9)                  | 17.9 (64.2)                  | 15.0 (59.0)                  | 15.5 (59.9)                  | 15.2 (59.4)                  |
| Lượng Giáng thủy trung bình mm (inches)                      | 64 (2.5)                     | 28 (1.1)                     | 24 (0.9)                     | 31 (1.2)                     | 84 (3.3)                     | 64 (2.5)                     | 38 (1.5)                     | 62 (2.4)                     | 227 (8.9)                    | 549 (21.6)                   | 437 (17.2)                   | 199 (7.8)                    | 1.807 (71.1)                 |
| Số ngày giáng thủy trung bình                                | 13.0                         | 6.0                          | 4.3                          | 4.1                          | 8.7                          | 7.5                          | 7.2                          | 8.6                          | 16.0                         | 20.7                         | 21.2                         | 19.1                         | 136.3                        |
| Độ ẩm tương đối trung bình (%)                               | 80.9                         | 81.9                         | 82.7                         | 82.6                         | 79.7                         | 74.2                         | 71.4                         | 70.4                         | 77.9                         | 83.4                         | 83.6                         | 82.6                         | 79.3                         |
| Số giờ nắng trung bình tháng                                 | 162                          | 194                          | 251                          | 262                          | 270                          | 243                          | 254                          | 234                          | 193                          | 169                          | 123                          | 115                          | 2.470                        |
| Nguồn: Vietnam Institute for Building Science and Technology |                              |                              |                              |                              |                              |                              |                              |                              |                              |                              |                              |                              |                              |

### Tài nguyên thiên nhiên
Quy Nhơn được biết đến như một thành phố giàu tài nguyên thiên nhiên: về tài nguyên đất có bán đảo Phương Mai với diện tích 100 km2, đầm Thị Nại 50 km2 (trong đó: Quy Nhơn 30 km2, huyện Tuy Phước 20 km2), có trên 30.000 ha rừng. Khoáng sản quặng titan (xã Nhơn Lý), đá granit (phường Trần Quang Diệu, Bùi Thị Xuân), có ngư trường rộng, đa loài và nhiều loại hải sản có giá trị kinh tế cao; đặc sản có yến sào (sản lượng đứng sau tỉnh Khánh Hòa). Nguồn nước ngầm với trữ lượng khá lớn (dọc lưu vực sông Hà Thanh và bán đảo Phương Mai) bảo đảm cung cấp nước sạch cho thành phố.

## Hành chính
Thành phố Quy Nhơn có 17 đơn vị hành chính cấp xã trực thuộc, bao gồm 12 phường: Bùi Thị Xuân, Đống Đa, Ghềnh Ráng, Hải Cảng, Ngô Mây, Nguyễn Văn Cừ, Nhơn Bình, Nhơn Phú, Quang Trung, Thị Nại, Trần Phú, Trần Quang Diệu và 5 xã: Nhơn Châu, Nhơn Hải, Nhơn Hội, Nhơn Lý, Phước Mỹ.

## Lịch sử

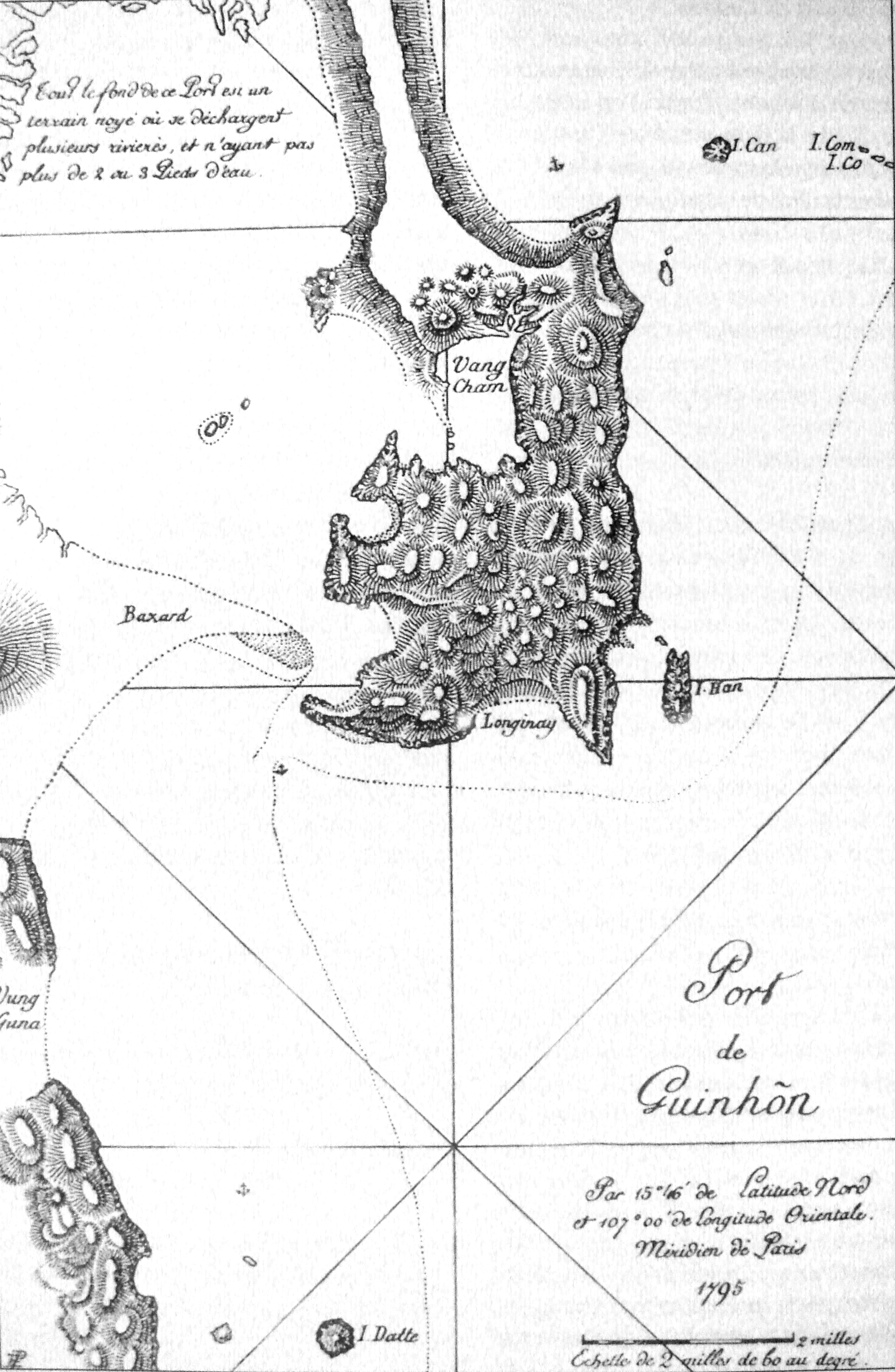
Cảng Quy Nhơn năm 1795, vẽ bởi Jean-Marie Dayot.

Quy Nhơn được hình thành từ rất sớm, thuộc vùng đất Đàng Trong, xứ Thuận Quảng. Cách đây trên 400 năm đã xuất hiện phủ Quy Nhơn. Vùng đất này đã có lịch sử hình thành phát triển cùng với nền văn hoá Chăm Pa từ thế kỷ XI, dưới triều đại nhà Tây Sơn và cảng Thị Nại từ đầu thế kỷ XVIII.
Do vị trí địa lý, điều kiện tự nhiên, xã hội và tác động sự phát triển của nền công nghiệp phương Tây vào thế kỷ XIX làm cho diện mạo Quy Nhơn thay đổi.
Ngày 20/10/1898, vua Thành Thái ra Chỉ dụ thành lập thị xã Quy Nhơn, đô thị tỉnh lỵ, là một trong những đô thị hoạt động thương mại với nước ngoài khá sầm uất lúc bây giờ.
Vào đầu thế kỷ XX, nhiều công trình mới được mọc lên như: trường học, bệnh viện, khách sạn, công sở, nhà hát, toà giám mục, hệ thống giao thông đường sắt, nhà ga...Do đó, trong 3 thập niên đầu của thế kỷ XX, Quy Nhơn nhanh chóng được đô thị hóa và trở thành một đô thị lớn ở khu vực.
Ngày 30/4/1930, Toàn quyền Đông Dương Pasquier đã ra Nghị định nâng cấp thị xã Quy Nhơn lên thành phố cấp 3. Đây là một trong những đô thị ở Việt Nam thời bấy giờ đạt tiêu chuẩn cả về phương diện hành chính lẫn kinh tế, văn hóa.

### Giai đoạn 1945 - 1975
Sau Cách mạng tháng Tám, ngày 3 tháng 9 năm 1945, Quy Nhơn được tổ chức theo quy chế thị xã, lấy tên là thị xã Nguyễn Huệ. Trong cuộc kháng chiến chống thực dân Pháp Quy Nhơn là hậu phương của chiến trường khu V và Tây Nguyên.
Thời kỳ 1954 – 1975, Quy Nhơn (thường được viết là Qui Nhơn trong giai đoạn này) thuộc quyền kiểm soát của chính quyền Việt Nam Cộng hòa, dân số năm 1961 là 91.007 người.
Ngày 30 tháng 9 năm 1970, Thủ tướng Việt Nam Cộng hòa ra Sắc lệnh thành lập thị xã Qui Nhơn từ xã Qui Nhơn thuộc quận Tuy Phước, cộng thêm ấp Xuân Vân của xã Phước Tấn, ấp Xuân Quang của xã Phước Hậu và trọn phần đất núi Bà Hỏa cùng một phần đất ấp Hưng Thạnh của xã Phước Hậu, lập 2 quận là Nhơn Bình và Nhơn Định. Trong đó, quận Nhơn Bình gồm:
- Xã Qui Nhơn gồm các ấp Hải Cảng, Đào Duy Từ, Nguyễn Du, Lê Lợi, Cường Để, Nguyễn Huệ, Hàm Nghi và Ghềnh Ráng.
- Xã Phước Tấn - ấp Xuân Vân
- Xã Phước Hậu - ấp Xuân Quang
- Xã Phước Hải với các ấp Hải Đông, Hải Nam, Hải Minh và Hải Giang.

Quận Nhơn Định gồm có xã Quy Nhơn với các ấp Phan Bội Châu, Nguyễn Công Trứ, Lý Thường Kiệt, Bạch Đằng, Huyền Trân và Tháp Đôi.
Ngày 11 tháng 6 năm 1971, theo Nghị định số 494 BNV/HCĐP/26/ĐT/NĐ của Tổng trưởng Bộ Nội vụ Việt Nam Cộng hòa, thị xã Quy Nhơn được sắp xếp lại các đơn vị hành chính như sau:
- Quận Nhơn Bình có 10 khu phố:

1. Khu phố Trung Cảng (tức ấp Hải Cảng cũ)
2. Khu phố Trung Từ (ấp Đào Duy Từ)
3. Khu phố Trung Phú (tức ấp Nguyễn Du)
4. Khu phố Trung Đức (tức ấp Lê Lợi)
5. Khu phố Trung Cường (tức ấp Cường Để và ấp Nguyễn Huệ)
6. Khu phố Trung Hiếu (tức ấp Hàm Nghi)
7. Khu phố Trung Tín (tức ấp Ghềnh Ráng)
8. Khu phố Trung Châu (tức ấp Xuân Quang)
9. Khu phố Trung Hòa (tức ấp Quy Hòa).
10. Khu phố Trung Hải (tức các ấp Đông Hải, Hải Nam, Hải Minh, Hải Giang)

- Quận Nhơn Định có 6 khu phố:

1. Khu phố Trung Chánh (tức ấp Phan Bội Châu và ấp Bạch Đằng)
2. Khu phố Trung Kiệt (tức ấp Lý Thường Kiệt và Nguyễn Công Trứ)
3. Khu phố Trung An (tức ấp Huyền Trân)
4. Khu phố Trung Thiện (tức ấp Tháp Đôi)
5. Khu phố Trung Hậu (tức các ấp Đông Định, Hưng Thạnh, Bình Thạnh, Lương Nông, An Thạnh, Phú Vinh và Phú Hòa)
6. Khu phố Trung Nghĩa (tức các ấp Phụ An, Nhơn Mỹ, Tường Vân, Vân Hà, Lạc Trường, Thuận Nghi, Tây Định).

Đến năm 1973, các khu phố của thị xã Qui Nhơn đổi thành phường, dưới phường là khóm. Toàn thị xã có 2 quận, 16 phường, 46 khóm với dân số là 213.231 người.

### Giai đoạn 1975 - 1986
Sau ngày 30 tháng 4 năm 1975, tổ chức lại các đơn vị hành chính, Quy Nhơn tiếp tục là thị xã thuộc tỉnh Bình Định, phường Đống Đa được thành lập trên cơ sở đất của làng Hưng Thạnh cũ. Xã Nhơn Châu bao gồm toàn bộ Cù Lao Xanh, trước thuộc tỉnh Phú Yên được sáp nhập về Quy Nhơn.
Tháng 2 năm 1976, hai tỉnh Bình Định và Quảng Ngãi hợp nhất thành tỉnh Nghĩa Bình, thị xã Quy Nhơn trở thành tỉnh lỵ tỉnh Nghĩa Bình, gồm 8 phường: Đống Đa, Hải Cảng, Lê Hồng Phong, Lê Lợi, Ngô Mây, Quang Trung, Trần Hưng Đạo, Trần Phú và 4 xã: Nhơn Châu, Nhơn Hải, Nhơn Lý, Nhơn Thạnh
Ngày 24 tháng 3 năm 1979, chia xã Nhơn Lý thành 2 xã: Nhơn Lý và Nhơn Hội.
Ngày 23 tháng 9 năm 1981, chia xã Nhơn Thạnh thành 2 xã: Nhơn Bình và Nhơn Phú.
Cuối năm 1985, thị xã Quy Nhơn có 8 phường: Đống Đa, Hải Cảng, Lê Hồng Phong, Lê Lợi, Ngô Mây, Quang Trung, Trần Hưng Đạo, Trần Phú và 6 xã: Nhơn Bình, Nhơn Châu, Nhơn Hải, Nhơn Hội, Nhơn Lý, Nhơn Phú.

### Giai đoạn 1986 - 2025
Ngày 3 tháng 7 năm 1986, Hội đồng Bộ trưởng ra quyết định thành lập thành phố Quy Nhơn từ thị xã Quy Nhơn; chuyển xã Phước Thạnh thuộc huyện Tuy Phước về thành phố Quy Nhơn quản lý và đổi tên thành xã Nhơn Thạnh. Khi đó thành phố Quy Nhơn có 8 phường: Đống Đa, Hải Cảng, Lê Hồng Phong, Lê Lợi, Ngô Mây, Quang Trung, Trần Hưng Đạo, Trần Phú và 7 xã: Nhơn Bình, Nhơn Châu, Nhơn Hải, Nhơn Hội, Nhơn Lý, Nhơn Phú, Nhơn Thạnh, với diện tích 212 km² và dân số 274.076 người.
Ngày 12 tháng 3 năm 1987, chia xã Nhơn Thạnh thành 2 phường: Bùi Thị Xuân và Trần Quang Diệu.
Ngày 30 tháng 6 năm 1989, tỉnh Bình Định được tái lập, thành phố Quy Nhơn trở lại là tỉnh lỵ tỉnh Bình Định.
Ngày 26 tháng 12 năm 1997: 
- Chia phường Quang Trung thành 3 phường: Quang Trung, Ghềnh Ráng và Nguyễn Văn Cừ
- Chuyển 2 xã Nhơn Bình và Nhơn Phú thành 2 phường có tên tương ứng.

Ngày 4 tháng 7 năm 1998, Thủ tướng Chính phủ ra Nghị quyết 558 công nhận Quy Nhơn là đô thị loại II.
Ngày 4 tháng 9 năm 1998: 
- Thành lập phường Lý Thường Kiệt từ một phần diện tích tự nhiên và dân số của các phường Ngô Mây, Lê Hồng Phong và Trần Phú
- Thành lập phường Thị Nại từ một phần diện tích tự nhiên và dân số của các phường Đống Đa và Trần Hưng Đạo.

Ngày 15 tháng 11 năm 2005, chuyển xã Phước Mỹ thuộc huyện Tuy Phước về thành phố Quy Nhơn quản lý.
Ngày 25 tháng 1 năm 2010, theo Quyết định số 159/QĐ-TTg của Thủ tướng Chính phủ, thành phố Quy Nhơn được công nhận là đô thị loại I trực thuộc tỉnh Bình Định.
Ngày 24 tháng 8 năm 2020, UBND tỉnh Bình Định có công văn đề nghị đổi tên gọi hành chính TP. Qui Nhơn thành TP. Quy Nhơn 
Tuy nhiên vấn đề này đang gây tranh cãi về cách viết Qui Nhơn và Quy Nhơn. Thiết nghĩ cần có một hội thảo khoa học để chính thức hóa tên gọi của thành phố này. Vì theo các công trình nghiên cứu và bài viết tranh luận, khi được Latin hóa tên gọi được viết bằng tiếng Pháp hoặc chữ quốc ngữ là Quinhon, Qui-nhơn, Qui Nhơn theo chuẩn chính tả tiếng Việt buổi đầu, không xuất hiện cách viết Quy Nhơn. Việc viết Quy Nhơn là do có ý kiến cho rằng Quy có nghĩa là "quay về, tụ hội", còn Qui có nghĩa là "con rùa", tuy nhiên ý kiến này không đưa ra được bằng chứng xác đáng và đã có những bài viết của PGS - TS Hoàng Dũng , nhà nghiên cứu Nguyễn Thanh Quang phản biện.
Vì tên gọi chưa được quy chuẩn theo quy định chính tả hiện hành (viết chữ "Quy") hay giữ nguyên tên gốc ban đầu như quy định viết tên riêng, địa danh (giữ lại chữ "Qui"), nên hiện nay đang sử dụng cả hai cách viết tên gọi Quy Nhơn và Qui Nhơn đều nhằm chỉ một nơi duy nhất.
Ngày 24 tháng 10 năm 2024, Ủy ban Thường vụ Quốc hội ban hành Nghị quyết số 1257/NQ-UBTVQH15 về việc sắp xếp đơn vị hành chính cấp xã của tỉnh Bình Định giai đoạn 2023–2025 (nghị quyết có hiệu lực từ ngày 1 tháng 12 năm 2024). Theo đó:
- Sáp nhập phường Lê Hồng Phong và phường Lý Thường Kiệt vào phường Trần Phú.
- Sáp nhập phường Trần Hưng Đạo và phường Lê Lợi vào phường Thị Nại.

Ngày 18 tháng 6 năm 2025, Ủy ban Thường vụ Quốc hội ban hành nghị quyết số 1664/NQ-UBTVQH15 về việc sắp xếp đơn vị hành chính cấp xã của tỉnh Gia Lai mới sau khi sáp nhập với tỉnh Bình Định.  Theo đó, từ ngày 1 tháng 7 năm 2025, các phường mới được thành lập từ diện tích và quy mô dân số của thành phố Quy Nhơn bao gồm :
- Phường Quy Nhơn được thành lập từ việc sắp xếp phường Đống Đa, phường Hải Cảng, phường Thị Nại và phường Trần Phú
- Phường Quy Nhơn Đông được thành lập từ việc sắp xếp phường Nhơn Bình và các xã Nhơn Hội, Nhơn Lý, Nhơn Hải
- Phường Quy Nhơn Tây được thành lập từ việc sắp xếp phường Bùi Thị Xuân và phường Phước Mỹ
- Phường Quy Nhơn Nam được thành lập từ việc sắp xếp các phường Ngô Mây, Nguyễn Văn Cừ, Quang Trung, Ghềnh Ráng
- Phường Quy Nhơn Bắc được thành lập từ việc sắp xếp phường Trần Quang Diệu và Nhơn Phú.

## Kinh tế - xã hội
Hiện nay cơ cấu các ngành kinh tế của Quy Nhơn có sự chuyển dịch theo hướng tăng tỷ trọng ngành công nghiệp dịch vụ, giảm tỷ lệ ngành nông lâm ngư nghiệp trong GDP. Tỷ trọng nông, lâm, thủy sản - công nghiệp và xây dựng - dịch vụ trong GDP năm 2014 đạt: 5,5% - 47,6% - 46,9%. Kim ngạch xuất khẩu ước đạt 918,4 triệu USD, kim ngạch nhập khẩu ước đạt 608 triệu USD. Thu nhập bình quân đầu người năm 2018 là 6.052 USD/người.
Theo quyết định 1672/QĐ-TTg 2018 đã được Thủ tướng Chính phủ phê duyệt, mục tiêu phát triển của thành phố là phấn đấu đến năm 2025 trở thành thành phố trực thuộc Trung ương, là trung tâm vùng duyên hải miền trung. Đến năm 2035 là trung tâm kinh tế biển quốc gia theo định hướng dịch vụ - cảng biển - công nghiệp - du lịch, trọng tâm là dịch vụ - cảng biển tạo sức lan toả đến 
hệ thống đô thị toàn tỉnh Bình Định và vùng Nam Trung Bộ, Tây Nguyên. Phát triển khu kinh tế Nhơn Hội làm động lực quan trọng phát triển kinh tế xã hội. Đến năm 2050 là một trong những thành phố quan trọng trong hệ thống đô thị quốc gia và Đông Nam Á. Để đạt được mục tiêu trên, còn rất nhiều việc phải làm. Vì vậy, chính quyền và nhân dân cần có sự chung tay góp sức xây dựng vì mục tiêu chung.

### Thương mại - Du lịch - Dịch vụ

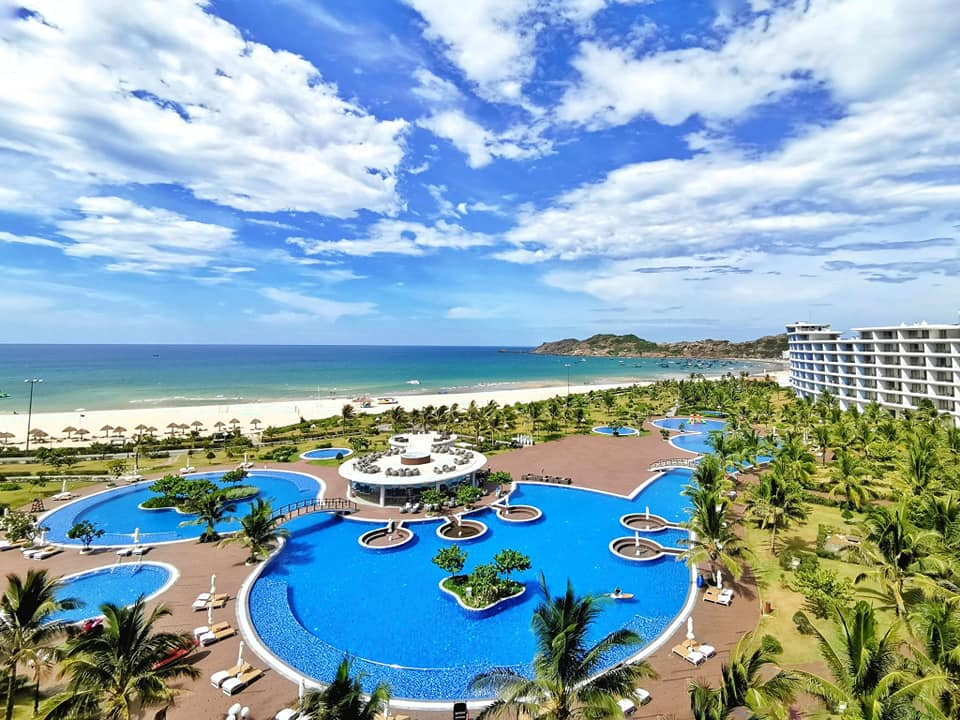
Nhìn từ khách sạn FLC Luxury Hotel Quy Nhơn ra bãi biển.

Tổng mức bán lẻ hàng hóa và doanh thu dịch vụ bình quân tăng 14,3%/năm. Giá trị kim ngạch xuất khẩu năm 2014 đạt 930,4 triệu USD, gấp 1,4 lần so với năm 2010. Tổng giá trị kim ngạch xuất khẩu trong 5 năm đạt 9,52 tỷ USD, giá trị kim ngạch nhập khẩu đạt 8,764 tỉ USD.
Sản lượng hàng hóa thông qua cảng biển năm 2019 đạt trên 19 triệu tấn, tăng 9% so với năm 2018.
Công tác quy hoạch, quảng bá du lịch được tăng cường; đến nay, thành phố có hơn 600 khách sạn-khu nghỉ dưỡng du lịch lớn nhỏ, đặc biệt là các khách sạn 5 sao như FLC Luxury Hotel Quy Nhơn, Avani Quy Nhon Resort & Spa, Anantara Quy Nhon Villas và vô số các khách sạn 4 sao, 3 sao. Năm 2018, Quy Nhơn đón hơn 6 triệu lượt khách du lịch. Năm 2019, Quy Nhơn đón được hơn 7,8 triệu lượt khách, tổng doanh thu du lịch ước tính đạt 16.000 tỉ đồng. Đầu năm 2020, Quy Nhơn dành các danh hiệu "Thành phố du lịch sạch Asean 2020" của diễn đàn du lịch ASEAN (ATF) bình chọn và "Điểm đến hàng đầu thế giới" do Hostelworld bình chọn.

#### Khu công nghiệp
- KCN Phú Tài
- KCN Long Mỹ
- KCN Nhơn Hội A
- KCN Nhơn Hội B
- KCN Nhơn Hội C

#### Cụm công nghiệp
- CCN Bùi Thị Xuân
- CCN Nhơn Bình (Đang di dời, chuyển đổi thành đất dân sinh đô thị)
- CCN Quang Trung

### Nông - Lâm - Ngư nghiệp
Triển khai Chương trình hành động thực hiện Nghị quyết Trung ương 7 (khóa X) về nông nghiệp, nông dân, nông thôn và Chương trình mục tiêu Quốc gia xây dựng nông thôn mới tại 4 xã Nhơn Lý, Phước Mỹ, Nhơn Hải, Nhơn Châu đạt kết quả tích cực, đã hoàn thành xây dựng nông thôn mới tại 2 xã Nhơn Lý, Phước Mỹ vào năm 2015 và 2 xã Nhơn Hải, Nhơn Châu sẽ hoàn thành trong năm 2020.
Giá trị sản xuất ngành nông, lâm, thủy sản tăng bình quân 3,6%/năm;

### Hạ tầng
Hệ thống điện: điện lưới quốc gia đã phủ kín hết các phường, xã của thành phố Quy Nhơn (Với dự án kéo cáp ngầm dẫn điện mà UBND thành phố trình Thủ Tướng, thì xã đảo Nhơn Châu là địa phương cuối cùng được hoà vào lưới điện quốc gia vào ngày 23/08/2020, đời sống sinh hoạt của người dân trên đảo đã được cải thiện rất nhiều).
Hệ thống đèn chiếu sáng, đèn trang trí, đèn tín hiệu giao thông được đầu tư phát triển đồng bộ. 100% các tuyến đường được chiếu sáng; số tuyến hẻm có bề rộng lớn hơn 2m được lắp đặt đèn chiếu sáng đạt 85%.
Hệ thống cấp nước: Nhà máy nước Quy Nhơn có tổng công suất 45.000 m³/ngày đêm thực hiện cấp nước sạch cho hơn 95% dân số và các hoạt động sản xuất kinh doanh trên địa bàn TP Quy Nhơn và một phần Khu kinh tế Nhơn Hội. Tại xã đảo Nhơn Châu, UBND thành phố đang triển khai đầu tư xây dựng công trình Hồ chứa nước ngọt Nhơn Châu (kể cả đường ống cấp nước đến nhà từng hộ dân) để cung cấp nước sinh hoạt cho người dân sinh sống trên đảo.
Bưu chính, viễn thông: Mạng lưới bưu chính viễn thông với đủ các loại hình dịch vụ có thể đáp ứng nhanh chóng nhu cầu trao đổi thông tin, liên lạc. tỷ lệ thuê bao điện thoại đạt 55 - 60 thuê bao/100 dân; mật độ thuê bao Internet đạt 6 - 8 thuê bao/100 dân, trong đó số thuê bao Internet băng rộng chiếm khoảng 80%, tỷ lệ người sử dụng Internet đạt 60% dân số.
Về hệ thống công viên, cây xanh: Tổng diện tích cây xanh, thảm cỏ, công viên toàn thành phố là 64 ha, bình quân đất cây xanh đô thị đạt 13 m²/người. Các công viên lớn gồm: công viên Đống Đa, công viên Hà Thanh, công viên đường Nguyễn Tất Thành, công viên thiếu nhi,,...
Xử lý chất thải rắn đô thị và khu công nghiệp trên địa bàn thành phố: Công tác thu gom, vận chuyển, xử lý rác thải sinh hoạt được triển khai trên 20/21 phường, xã của thành phố (trừ xã đảo Nhơn Châu). Hằng năm, UBND thành phố ký hợp đồng đặt hàng Công ty CP Môi trường Đô thị Quy Nhơn thực hiện nhiệm vụ công ích này. Nguồn kinh phí chi trả: từ nguồn thu phí rác thải và ngân sách thành phố cấp bù. Rác thải sau khi thu gom, được vận chuyển về Bãi chôn lấp chất thải rắn Long Mỹ tại thôn Thanh Long, xã Phước Mỹ, thành phố Quy Nhơn, tỉnh Bình Định. Công suất thiết kế 500 tấn/ngày đêm. Với quy mô 61,6 ha, Bãi chôn lấp được chia thành 05 phân khu xử lý, bao gồm:
- Ô chôn lấp chất thải rắn sinh hoạt C3: - Diện tích: 6,12 ha.- Công suất thiết kế: 460 tấn/ngày đêm.- Công suất thực tế: 200 tấn/ngày đêm.
- Trạm xử lý nước rỉ rác: - Diện tích: 2,01ha.- Quy mô: xử lý sơ bộ toàn bộ lượng nước rỉ rác phát sinh trên bãi rác Long Mỹ trước khi chuyển về Nhà máy xử lý nước thải 2A.- Thời gian xây dựng: năm 2012.- Thời gian hoàn thành: tháng 12/2014.- Công suất thiết kế: 200 m³/ngày đêm.- Công suất thực tế: 150 m³/ngày đêm.
- Lò đốt chất thải y tế: - Diện tích: 250m3.- Quy mô: thu gom, xử lý rác thải y tế nguy hại trên địa bàn thành phố Quy Nhơn.- Thời gian xây dựng: năm 2013.- Thời gian hoàn thành: năm 2015.- Công suất thiết kế: 200 kg/h.
- Nhà máy chế biến rác thải Long Mỹ: - Diện tích: 6,6 ha.- Quy mô: xử lý và chế biến rác hữu cơ thu gom trên địa bàn thành phố Quy Nhơn.- Công nghệ đang áp dụng: Chế biến rác thải hữu cơ thành phân Compost, sử dụng dây chuyền công nghệ sản xuất của Bỉ; phân loại bởi hệ thống dây chuyền bằng máy kết hợp thủ công; quá trình ủ sử dụng kỹ thuật ủ luống, hiếu khí bằng phương pháp đảo lộn (đảo trộn bằng xe đảo trộn). v - Công suất theo thiết kế: 250 tấn rác/ngày (≈ 84 tấn phân/ngày, sản xuất 3 ca/ngày).- Công suất thực tế: 10 tấn rác/ngày.
- Ô chôn lấp chất thải bột đá:- Quy mô: 2,18 ha.- Công suất thiết kế: 102 tấn/ngày.

### Giáo dục
Quy Nhơn có 3 trường đại học: 
- Đại học Quy Nhơn
- Đại học Quang Trung
- Đại học FPT Quy Nhơn

4 trường cao đẳng bao gồm:
- Cao đẳng Kỹ thuật Công nghệ Quy Nhơn
- Cao đẳng Y tế Bình Định
- Cao đẳng Cơ điện – Xây dựng và Nông Lâm Trung Bộ
- Cao đẳng FPT Polytechnic Quy Nhơn

12 trường trung học phổ thông bao gồm: 
- THPT Trần Cao Vân
- PT DTNT tỉnh Bình Định
- THPT Hùng Vương
- THPT Quy Nhơn
- THPT Trưng Vương
- THPT chuyên Lê Quý Đôn
- Quốc Học Quy Nhơn
- THPT Ischool Quy Nhơn (Bao gồm cả cấp học tiểu học và THCS)
- THPT Nguyễn Thái Học
- THPT Bùi Thị Xuân
- Phổ Thông Cao đẳng FPT Polytechnic Bình Định
- THPT FPT Quy Nhơn.

### Y tế
- Bệnh viện Lao và Bệnh Phổi Bình Định
- Bệnh viện Đa khoa thành phố Quy Nhơn
- Bệnh viện Đa khoa tỉnh Bình Định
- Bệnh viện Đa khoa Bình Định
- Bệnh viện Phong - Da liễu Trung ương Quy Hoà - Bộ Y tế
- Bệnh viện Quân y 13
- Bệnh viện Tâm thần Bình Định
- Bệnh viện Y học Cổ truyền và Phục hồi Chức năng Bình Định
- Bệnh viện mắt Bình Định
- Viện Sốt rét - Ký Sinh trùng - Côn trùng Quy Nhơn - Bộ Y tế
- Bệnh viện Đa khoa Hòa Bình
- Bệnh viện Chỉnh hình và phục hồi chức năng Quy Nhơn - Bộ LĐTB và XH
- Bệnh viện Mắt Sài Gòn Quy Nhơn
- Bệnh viện Đa khoa Thu Phúc.

## Văn hóa

### Đặc sản ẩm thực
- Bún chả cá: đây là món bún ngon không chỉ người dân trong tỉnh thích mà còn là một món ăn hấp dẫn đối với du khách trong và ngoài nước đến với Quy Nhơn.
- Bánh xèo tôm nhảy: món Bánh xèo đặc biệt với nhân bánh là những con tôm đất đỏ au và tròn mẩy, vẫn còn nhảy tanh tách khi mới bắt lên.
- Bánh hỏi cháo lòng: tổ hợp của hai món Bánh hỏi và Cháo lòng.

## Du lịch

### Tháp Đôi

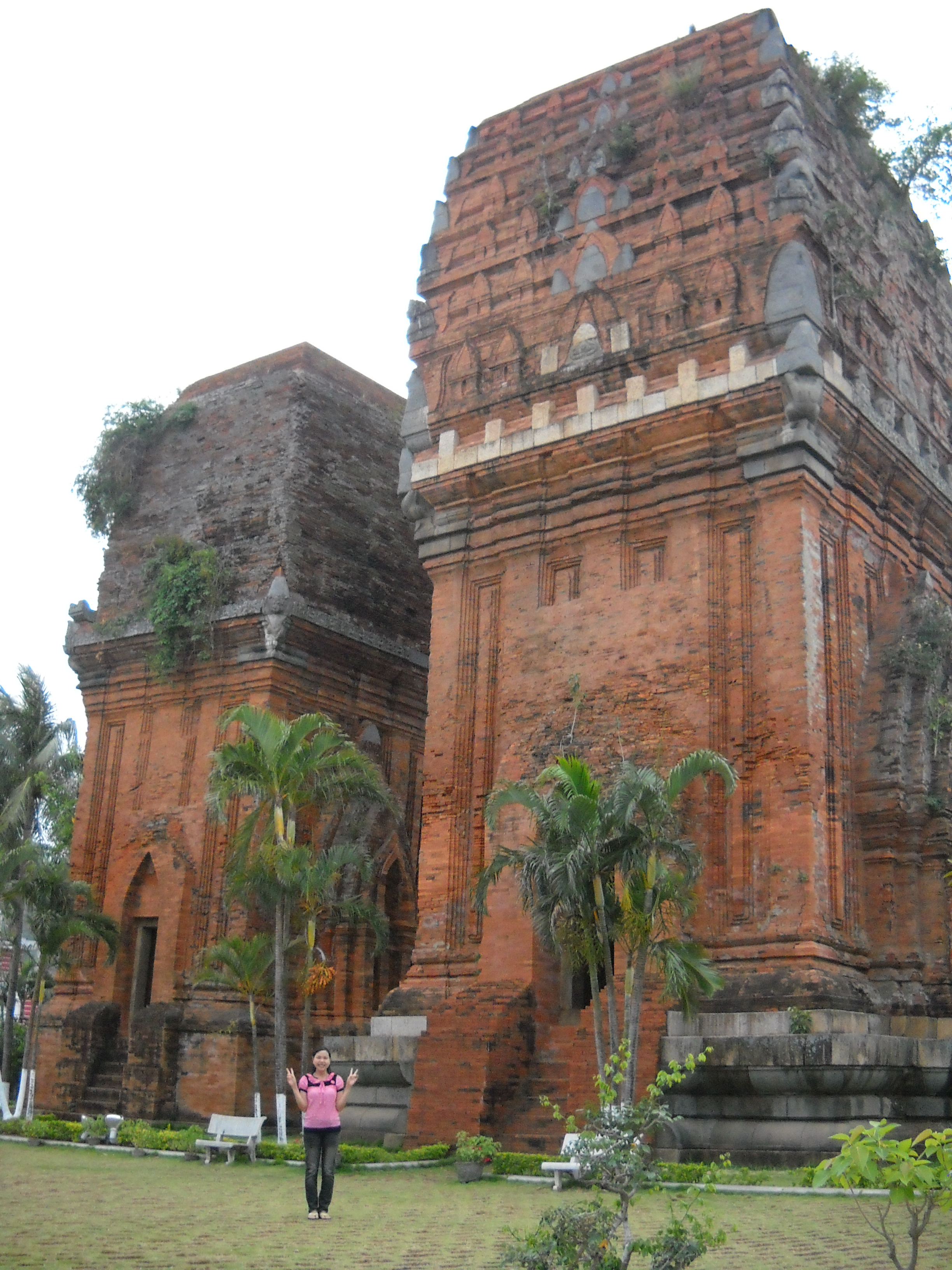
Tháp Đôi, Quy Nhơn.

Tháp Đôi là khu tháp của Chăm Pa gồm có hai tháp là tháp phía bắc và tháp phía nam cạnh nhau, hiện nay nằm trên đường Trần Hưng Đạo, thuộc phường Đống Đa, cách trung tâm Quy Nhơn 3 km. Tháp Đôi còn có tên gọi khác là tháp Hưng Thạnh, gồm hai tháp đứng song song với nhau, một tháp cao 20 m và tháp kia cao 18 m. Tháp Đôi được xây dựng vào khoảng niên đại từ thế kỷ 11 đến thế kỷ 13. Quanh tường phía ngoài, các nóc và trên nóc tháp có nhiều bức phù điêu chạm khắc các hình tượng thần, chim, thú theo tín ngưỡng của người Chăm. Tháp đã bị chiến tranh và thời gian tàn phá nặng nề. Từ năm 1991 đến năm 1997, tháp được trùng tu, gần như nguyên vẹn. Ngày nay, Tháp Đôi là điểm tham quan du lịch của du khách khi đến Quy Nhơn.

### Chùa Long Khánh
Toạ lạc ở số 141 Trần Cao Vân, được xây dựng vào cuối thế kỷ 18. Chùa Long Khánh là nơi truyền bá tín ngưỡng Phật giáo trong vùng bấy giờ. Chùa do hoà thượng Đức Sơn (người Trung Quốc) sáng lập. Hiện chùa còn lưu giữ hai vật quý: Thái Bình hồng chung (chuông Hồng Thái) được đúc vào năm 1805 triều vua Gia Long. Tấm dấu biểu trưng Long Khánh Tự được in vào năm 1813 triều vua Gia Long.

### Chùa Sơn Long
Chùa Sơn Long nay thuộc phường Nhơn Bình, cách cầu Trường Úc 700m về hướng đông. Kiến trúc chùa có nhiều thay đổi nhưng khuôn viên chùa vẫn giữ như cũ. Mặt tiền hình cánh cung niễng, mặt hậu đất đá lồi lõm sát vách núi. Tương truyền dưới chân núi phía sau chùa xưa có tảng đá rất lớn trông như miệng rồng có hàm trên, hàm dưới có một cái lưỡi nhỏ đưa ra ở chính giữa. Tảng đá đó có tên gọi là đá Hàm Long, nay không còn nữa. Trong chùa có 15 ngôi mộ tháp lớn nhỏ, có những ngôi mộ vẫn còn giữ nét rêu phong cũ kỹ của mấy trăm năm về trước, có những mộ tháp đã được trùng tu khang trang hơn. Năm 1992, chùa đã cho xây dựng thêm tượng Bồ tát Quan Âm ở hướng tây. Năm 1996, xây tượng Thích ca Mâu Ni tọa thiền phía tây bắc,...mang lại sắc khí mới cho chùa.
Đến Sơn Long, du khách còn được chiêm ngưỡng tượng Phật Lồi 7 đầu rồng bằng đá nặng 1,5 tấn,cao 3,1 m với chạm khắc hoa văn sau lưng. Bức tượng xác định là của người Chăm tạc từ thế kỷ XIII. Dù dáng vẻ còn khiêm tốn nhưng chùa Sơn Long vẫn dập dìu khách phương xa đến thăm,vãn cảnh,...đặc biệt là vào dịp đầu năm mới.

### Ghềnh Ráng Tiên Sa

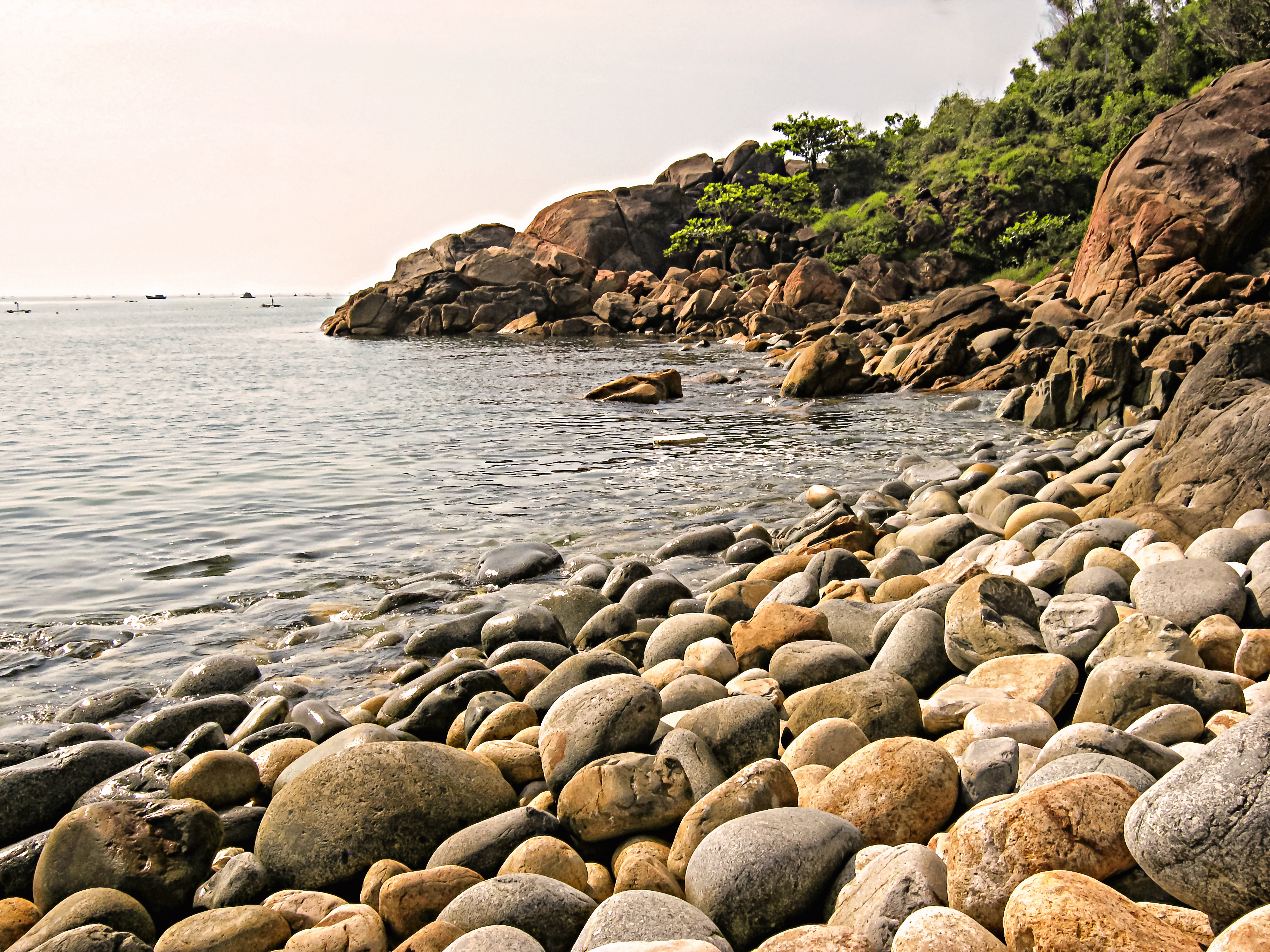
Bãi Đá Trứng

Nằm cách trung tâm thành phố Quy Nhơn khoảng 3 km về hướng đông nam . Thắng cảnh Ghềnh Ráng trải dài dọc bờ biển, uốn lượn hàng cây số, nước biển trong xanh. Nơi đây có bãi Đá Trứng (với vô số hòn đá tròn nhẵn như trứng chim khổng lồ) là quần thể sơn thạch còn gọi là Bãi tắm Hoàng Hậu (Nam Phương Hoàng Hậu từng đến tắm ở đây), dấu vết tận cùng phía đông của dãy núi Xuân Vân. Ngoài ra, nơi đây còn mộ nhà thơ Hàn Mặc Tử nằm trên đồi Thi Nhân và Lầu Bảo Đại (một nhà nghỉ ba tầng, mặt hướng ra biển, đã bị phá hủy trong chiến tranh).
Vượt qua đỉnh dốc Mộng Cầm, rẽ vào con đường dốc bậc thang sẽ là nơi an nghỉ của nhà thơ Hàn Mặc Tử, với khuôn viên rừng dương thoáng đãng và gió biển xào xạc thanh tịnh bên tai. Do mắc phải chứng bệnh hiểm nghèo, ông đã phải sống những năm tháng cuối đời trong trại phong Quy Hòa, rồi qua đời khi mới vừa 28 tuổi và đã để lại những áng thơ bất hủ cho đời. Để thỏa nguyện mong ước của thi sĩ lúc sinh thời, năm 1969, gia đình và thân hữu đã đưa thi hài ông về táng ở Ghềnh Ráng. Ngôi mộ được xây cất trên một gò cao, lưng dựa vào núi, mặt quay ra biển là nơi mà ai ai dù chỉ một lần đặt chân đến Ghềnh Ráng cũng đều ghé thăm.

### Biển Quy Hòa
Bên cạnh biển Quy Hòa có bệnh viện phong Quy Hòa, khá đơn sơ mộc mạc nhưng có lẽ vì vậy mà nơi đây cho ta cảm giác mộc mạc, thanh thản.

### Cầu Thị Nại
Quy Nhơn có cầu vượt Thị Nại là cây cầu vượt biển dài thứ hai Việt Nam (dài 2.477,3 m, rộng 24,5 m, trọng tải 100 tấn gồm 54 nhịp, tổng vốn đầu tư là 1.500 tỷ đồng). Nằm trong hệ thống cầu đường Nhơn Hội dài gần 17 km nối thành phố Quy Nhơn với bán đảo Phương Mai (khu kinh tế Nhơn Hội), gồm cầu chính vượt đầm Thị Nại, 5 cầu nhỏ qua sông Hà Thanh và đường dẫn 2 đầu cầu. Cầu được xây dựng trong 5 năm, khánh thành ngày 12/12/2006.

### Nhà thờ chính tòa Quy Nhơn
Nhà thờ chính tòa Quy Nhơn (còn có tên gọi Đức Mẹ Lên Trời và còn có tên khác là nhà thờ Nhọn) tọa lạc tại 122 đường Trần Hưng Đạo, thành phố Quy Nhơn. Nhà thờ có khuôn viên khá rộng và được trồng nhiều cây xanh...

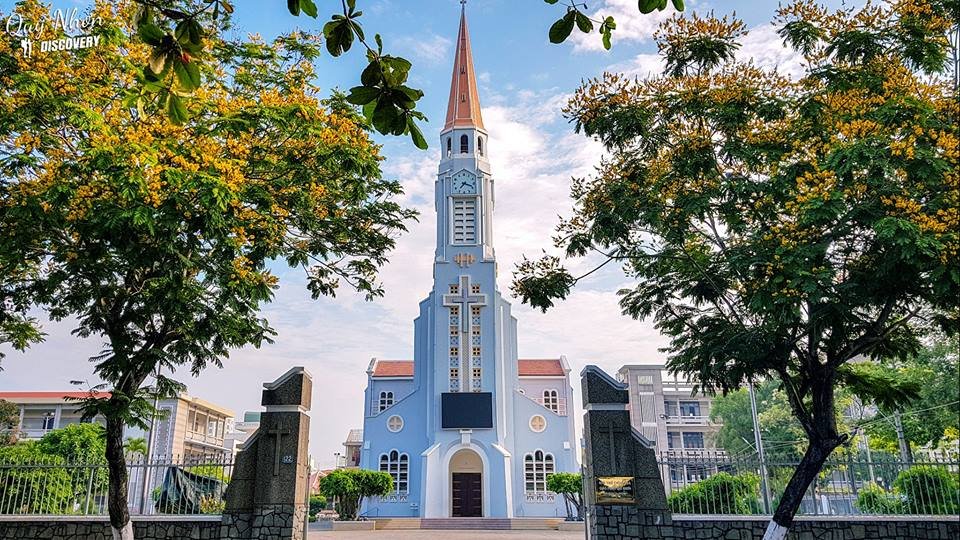
Nhà thờ chính tòa Quy Nhơn

### Làng chài Hải Minh

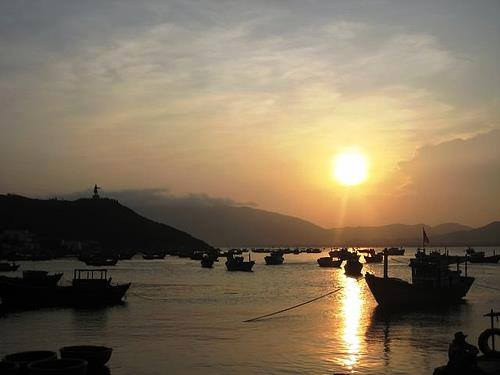
Ráng chiều Hải Minh

Một làng chài nằm trên bán đảo Phương Mai thuộc khu vực 9, phường Hải Cảng, TP Quy Nhơn. Làng chài nhỏ, tĩnh lặng và đẹp diệu kỳ khi ráng chiều buông xuống. Làng nằm trên bán đảo cách bến Hàm Tử gần trung tâm thành phố Quy Nhơn khoảng 15 phút đi đò.
Làng chài rất gần, nhưng cũng vừa đủ xa để những ai thích làm một chuyến dã ngoại trong ngày chọn nơi đây làm điểm đến. Với các di tích và cảnh đẹp như tượng đài Đức Thánh Trần (di tích cấp tỉnh), phế tích núi Tam Tòa (di tích cấp quốc gia), chùa Hải Long, hải đăng Phước Mai, đầm Thị Nại, hang Dơi, bãi Rạng,...

### Eo Gió
Eo Gió nằm trên bán đảo Phương Mai, cách trung tâm TP Quy Nhơn, tỉnh Bình Định khoảng 20 km về hướng đông bắc. Sở dĩ gọi Eo Gió vì nơi đây có hình dạng cái hõm như yên ngựa, nằm giữa hai mỏm núi cao kề bên biển.
Có lẽ bất kỳ ai đến Eo Gió lần đầu đều không khỏi ngỡ ngàng khi nhìn thấy những rặng núi đá cao chót vót, trập trùng với những hang động kỳ vĩ, đàn chim én lượn chao quanh.
Eo Gió đẹp theo kiểu hoang sơ bởi những rặng núi có hình thù kỳ lạ vươn ra biển lớn, ôm trọn một vòng tạo thành một eo biển hút gió . Sóng biển vỗ rì rào thay nhau vờn chân núi, nhè nhẹ vào vách đá. Trong lòng Eo Gió, một bãi biển cát vàng khá rộng, sóng êm êm khiến bạn như thả trôi mình vào thiên nhiên.
Nhìn xa xa, phía trước bãi biển, những cụm đảo mang nhiều hình thù kỳ lạ lô nhô trên mặt nước. Bên vách núi, những hang động với cái tên rất ngộ nghĩnh: hang Kỳ Co, hang Ba Nghé... thu hút rất nhiều chim yến đến đây sinh sống.
Dọc theo chân núi, những bãi đá trứng đủ màu sắc, nhẵn thín xen lẫn những tảng đá lớn, bằng phẳng như mặt bàn giúp cho bạn ngồi chơi hay ngả lưng nghỉ sức sau khi dạo chơi, vãn cảnh.
Đến Eo Gió, bạn phải leo 1 giờ lên đỉnh núi cao chót vót mới chiêm ngưỡng hết vẻ đẹp kỳ vĩ của đất trời. Đường lên đỉnh tuy gập ghềnh, khó đi nhưng bù lại cho bạn cảm giác bồng bềnh, khó tả khi nhìn Eo Gió dưới chân mình hiện ra như một chiếc tàu cá chuẩn bị lao ra biển lớn. Nếu soi ống nhòm, bạn có thể thấy rõ những rặng san hô trong nước xanh trong vắt, xung quanh là những đàn cá tung tăng bơi lội.

### Hải đăng cổCù Lao Xanh
Khu nhà của quan ba Pháp: Cạnh ngọn hải đăng là nhà làm việc hai tầng, đã được xây từ hơn 100 năm trước . Từ đây nhìn được toàn bộ khu vực đảo và chiêm ngưỡng được toàn cảnh biển bao la phía xa, trong lòng chợt phóng khoáng như một câu thơ: "Muốn nhìn xa nghìn dặm, lên nữa một tầng lầu".
Men xuống theo hướng Tây Bắc của ngọn hải đăng là Suối Giếng Tiên. Tên suối này xuất phát từ một tương truyền rằng, xưa kia vào những đêm trăng sáng các nàng tiên trên trời xuống đây để du ngoạn. Các nàng tiên rủ nhau cởi xiêm áo, tắm mát và vui đùa rồi mới bay trở về trời. Có dịp tới đây, bạn nên một lần tắm "tiên", cảm được cái mằn mặn của biển và cái ngòn ngọt của nước suối.

### Đảo Yến Quy Nhơn
Gọi là "đảo" nhưng thực ra xứ sở của loài chim yến nằm trên địa phận bán đảo Phương Mai. Dãy Triều Châu ăn ra biển, trải dài chừng 15 km, tạo thành những ngọn núi nhấp nhô, trùng điệp với tên gọi thật ngộ nghĩnh: Hòn Mai, hòn Chóp Vung, núi Cột Cờ, Núi Đen... và trong số đó, ngọn núi án ngữ phía nam mang tên Hòn Yến. Cứ mỗi mùa xuân đến, tiết trời ấm áp, chim yến rủ nhau tưng đàn đông nghịt đến đây làm tổ.

## Giao thông

### Đường bộ
Đường bộ gồm 3 tuyến Quốc lộ (QL.1, QL 1D, QL19) và mạng lưới đường đô thị địa phương. - Quốc lộ 1 đoạn qua qua TP Quy Nhơn có chiều dài 4,7 km, được xây dựng đạt tiêu chuẩn đường đô thị loại II chỉ giới xây dựng 30 mét.- Quốc lộ 1D nối thành phố Quy Nhơn với Thị xã Sông Cầu tỉnh Phú Yên có chiều dài 20,7 km, được xây dựng theo tiêu chuẩn đường cấp III đồng bằng. Hiện nay tuyến Quốc lộ này đang được thi công, nâng cấp mở rộng đoạn từ để đáp ứng nhu cầu phát triển của tỉnh Bình Định và thành phố Quy Nhơn.- Quốc lộ 19 nối liền Cảng Quy Nhơn đến cửa khẩu quốc tế Lệ Thanh (tỉnh Gia Lai) có tổng chiều dài 238 km được xây dựng theo tiêu chuẩn đường cấp III đồng bằng. Đây là tuyến đường có ý nghĩa quan trọng trong sự phát triển kinh tế - xã hội của tỉnh Bình Định nói riêng và các tỉnh Tây nguyên nói chung, đặc biệt là hoạt động vận chuyển hàng hóa xuất nhập khẩu từ các tỉnh Gia Lai, Kon Tum, các tỉnh Nam Lào, đông bắc Campuchia qua cụm cảng Quy Nhơn. Hiện nay, tuyến Quốc lộ này đang đầu tư xây dựng theo tiêu chuẩn đường cấp 1 đô thị, mặt cắt ngang rộng từ 32-50m với 6 làn xe (4 làn xe cơ giới, 2 làn xe thô sơ) cùng dải phân cách và vỉa hè.- Hệ thống đường đô thị được đầu tư đồng bộ, cơ bản đảm bảo yêu cầu giao thông đi lại của người dân. Kết cấu đường đô thị rất đa dạng, gồm có: đường bê tông nhựa, đường thấm nhập nhựa, đường bê tông xi măng,... Một số tuyến đường có cảnh quan đẹp, được du khách đánh giá cao như đường An Dương Vương, đường Nguyễn Tất Thành, đường Xuân Diệu,,...
TP. Quy Nhơn được kết nối với các tỉnh, thành phố khác qua các quốc lộ:
- Quốc lộ 1 chạy qua Quy Nhơn theo hướng bắc nam, dài 48,6 km, cách trung tâm 15 km về hướng tây thành phố.
- Quốc lộ 1D nối thành phố Quy Nhơn với thị xã Sông Cầu - tỉnh Phú Yên, dài 34,5 km.
- Quốc lộ 19 nối Gia Lai và các tỉnh Tây Nguyên với Quy Nhơn.
- Quốc lộ 19B: dự kiến đầu tư, sửa chữa và nâng cấp 3 đoạn, trong đó đoạn 1 đi trùng đường trục Khu kinh tế Nhơn Hội có tổng chiều dài 15,70 km; đoạn 2 đi trùng tuyến đường tỉnh 639 dài 1,95 km và đoạn 3 đi trùng đường tỉnh 635 có tổng chiều dài 42,35 km từ Cát Tiến đến Sân bay Phù Cát. Dự án đã hoàn thành và được đưa vào sử dụng ngày 31/3/2020, kết nối Sân bay Phù Cát với Khu kinh tế Nhơn Hội.[25]
- Đường cao tốc Quy Nhơn – Chí Thạnh chạy qua khu vực phía tây thành phố.
- Ngoài ra còn có dự án Đường cao tốc Quy Nhơn – Pleiku – Lệ Thanh đi qua đang được triển khai đầu tư xây dựng.

Về giao thông tỉnh, Quy Nhơn có bến xe liên tỉnh nằm trên đường Tây Sơn phục vụ đi lại của nhân dân đến hầu hết các địa phương trong và ngoài tỉnh. Dịch vụ vận tải giao thông công cộng (xe buýt) ở Quy Nhơn ra đời từ năm 2000 nối thành phố với hầu hết các huyện trong tỉnh
| Tuyến | Lộ trình                                                             | Độ dài (km) | Số điểm dừng |
| T1    | Trần Quý Cáp - Chợ Dinh - Phú Tài - Suối Mơ                          | 21.4        | 36           |
| T2    | Chợ Lớn - Bến xe - Phú Tài - Phước Mỹ                                | 23          | 46           |
| T3    | Chợ Lớn - Tuy Phước - Diêu Trì - Phú Tài                             | 26,8        | 52           |
| T4    | Khu 1 - Diêu Trì - Bình Định - Đập Đá - Gò Găng                      | 35          | 68           |
| T6    | Chợ Lớn - Tuy Phước - Tây Sơn - Cầu 16                               | 60,3        | 85           |
| T6B   | Cầu 16 - Tỉnh lộ 637 - Định Bình - Vĩnh Thạnh - Vĩnh Hảo             | 20          | 32           |
| T7    | Quy Nhơn - Tuy Phước - Gò Bồi - Cát Tiến                             | 43          | 67           |
| T8    | Siêu Thị Quy Nhơn – Diêu Trì – Vân Canh                              | 44          | 69           |
| T9    | Siêu Thị Quy Nhơn - An Nhơn - Phù Cát - Phù Ly                       | 48          | 60           |
| T10   | Siêu thị Quy Nhơn - Nhơn Hội - Cát Tiến - Đề Gi                      | 50          |              |
| T11   | Siêu Thị Quy Nhơn - Bãi Xếp - Sông Cầu - Chí Thạnh (Phú Yên)         | 68,5        | 110          |
| T12   | Siêu Thị Quy Nhơn - Diêu Trì - Phù Cát - Phù Mỹ - Bồng Sơn- Tam Quan | 114         | 170          |
| T13   | Bệnh viện Bồng Sơn - Tỉnh lộ 629 - Thị Trấn An Lão                   |             |              |

### Đường thủy
Cảng Quy Nhơn là cảng biển tổng hợp quốc gia phục vụ phát triển kinh tế khu vực, là đầu mối chuyển tiếp hàng hóa quá cảnh từ cửa khẩu Bờ Y, cửa khẩu Lệ Thanh và các tỉnh bắc Tây Nguyên qua Quốc lộ 19, Cảng có thể tiếp nhận tàu 50.000 DWT hoặc cùng lúc 2 tàu 30.000 DWT, công suất đạt 15 triệu tấn/năm. Năm 2022, sản lượng hàng hoá thông qua cảng Quy Nhơn đạt hơn 10,8 triệu tấn. Cảng Thị Nại là cảng tổng hợp địa phương, có thể tiếp nhận tàu từ 10.000 DWT trở lên. Cảng dầu Quy Nhơn là cảng có khả năng tiếp nhận tàu 10.000 DWT, công suất đạt 0,8 triệu tấn/năm. Liên tục nâng cấp mở rộng cảng, cùng với việc áp dụng thành công hệ thống quản lý E-Port hiện đại, cảng Quy Nhơn hứa hẹn sẽ tiếp tục phát triển mạnh trong tương lai. Năm 2023, World Bank và S&P Global Market Intelligence đã công bố Chỉ số CPPI về hiệu quả hoạt động, cụm cảng Quy Nhơn lọt vào top các cảng hoạt động tốt nhất thế giới.
Quy Nhơn có cảng Quy Nhơn, cảng Thị Nại, cảng Đống Đa và cảng nước sâu Nhơn Hội. Hệ thống cảng Quy Nhơn là hệ thống cảng lớn nhất của vùng duyên hải Nam Trung Bộ, Tây Nguyên. Cảng Quy Nhơn đã được thủ tướng chính phủ công nhận là cảng loại 1 và đang trên đà phát triển mạnh mẽ với vị trí luôn nằm trong top 3 lượng hàng hóa lưu thông qua cảng, chỉ đứng sau cảng Sài Gòn và cảng Hải Phòng. Năm 2013 tổng lượng hàng qua hệ thống cảng Quy Nhơn là 12.294.354 tấn, cao nhất khu vực Miền Trung. Dự kiến đến năm 2020 tổng sản lượng hàng hóa qua hệ thống cảng Quy Nhơn là 20 - 25 triệu tấn.

### Đường sắt
Ga Diêu Trì cách trung tâm thành phố khoảng 15 km, là một trong những ga lớn, là đầu mối của tất cả các loại tàu trên tuyến đường sắt Bắc - Nam. Ngoài ra tại khu vực trung tâm thành phố còn có Ga Quy Nhơn, là một nhánh của tuyến đường sắt Bắc – Nam, vận chuyển hàng hóa, người đến ga Diêu Trì và là điểm đầu, điểm cuối của đôi tàu Sài Gòn – Quy Nhơn. Theo quy hoạch, trong tương lai Ga Quy Nhơn sẽ được di dời ra khỏi trung tâm thành phố.
Ga Quy Nhơn nằm ngay trung tâm thành phố, là một nhánh của tuyến đường sắt Bắc-Nam hướng từ ga Diêu Trì. Ga không phải là ga lớn, chủ yếu vận chuyển hành khách và hàng hóa lên đến ga chính là ga Diêu Trì. Tuy nhiên, hiện nay ngành đường sắt đã đưa vào sử dụng đôi tàu địa phương SQN1/2 Golden Train chạy từ ga Quy Nhơn đến ga Sài Gòn và ngược lại hàng ngày giúp người dân thuận tiện hơn trong việc đi tàu. Vào các dịp cao điểm như lễ, tết hoặc hè, một số đôi tàu nhanh khác cũng được vào sử dụng tại ga như Quy Nhơn - Nha Trang, Quy Nhơn - Vinh. Tại đây còn bán vé Tàu Thống Nhất và tàu khách địa phương

### Đường hàng không
Sân bay Phù Cát cách TP Quy Nhơn 35 km về phía Tây Bắc. Nhà ga hành khách có diện tích sử dụng khoảng 3.000m2 với năng lực phục vụ khoảng 900 khách/ giờ cao điểm. Trong đó, Terminal 1 dùng làm ga nội địa với năng lực 600 khách/ giờ cao điểm; terminal 2- cải tạo từ nhà ga cũ dùng làm ga quốc tế với năng lực 300 khách/ giờ cao điểm. Hiện nay có 04 hãng hàng không nội địa Vietnam Airlines, Vietjet Air, Jetstar Pacific và Bamboo Airways đang khai thác các đường bay đến Hà Nội, TP.HCM, Hải Phòng, Vinh, Thanh Hoá, Cần Thơ.
Sân bay Quốc tế Phù Cát là một trong những sân bay lớn và có các tiêu chí kỹ thuật tốt nhất của khu vực Miền Trung và Tây Nguyên và có khả năng tiếp nhận các máy bay loại lớn như Airbus A330, Boeing 737, Boeing 777.
Các đường bay đang khai thác:
- Vietnam Airlines: Chặng Quy Nhơn - Thành phố Hồ Chí Minh - Quy Nhơn với tần suất 28 chuyến/tuần bằng máy bay Airbus A321.
- Vietnam Airlines: Chặng Quy Nhơn - Hà Nội - Quy Nhơn với tần suất 14 chuyến/tuần bằng máy bay Airbus A321.
- Vietjet Air: Chặng Quy Nhơn - Thành phố Hồ Chí Minh - Quy Nhơn với tần suất 14 chuyến/tuần bằng máy bay Airbus A320 Sharklet và mỗi chuyến một ngày tuyến Hà Nội-Quy Nhơn từ 24/4/2014.
- Jetstar Pacific Airlines: Quy Nhơn - Thành phố Hồ Chí Minh với tần suất mỗi ngày một chuyến.
- Bamboo Airways: Quy Nhơn - Hà Nội, TP. Hồ Chí Minh, Hải Phòng và Hàn Quốc

### Tên đường của Quy Nhơn trước 1975
- Đường Huyền Trân (Đống Đa tới Cầu Đôi) gộp với đường Gia Long nay là đường Trần Hưng Đạo.
- Đường Ngô Tùng Châu nay là đường Nguyễn Trãi.
- Đường Ký Con nay là đường Lý Tự Trọng.
- Đường Đặng Đức siêu nay là đường Nguyễn Văn Bé.
- Đường Phan Thanh Giản nay là đường Ngô Thời Nhiệm.
- Đường Cường Để nay là đường Trần Phú.
- Đường Khổng Tử nay là đường Lương Định Của.
- Đường Trần Hưng Đạo nay là đường Trần Bình Trọng.
- Đường Hoàng Diệu nay là đường 31 tháng 3.
- Đường Trịnh Minh Thế nay là đường Nguyễn Thị Minh Khai.
- Đường Lê Văn Duyệt (tên cũ hơn nữa là đường Ngô Đình Khôi) nay là đường Biên Cương.
- Đường Nguyễn Hữu Lộc nay là đường Ngô Mây.
- Đường Đoàn Đức Thoan (bản đồ Qui Nhơn xb 1969 in nhầm là Đoàn Đức Hoan) nay là đường Võ Lai.
- Đường Đoàn Thế Khuyến (bản đồ Qui Nhơn xb 1969 in nhầm là Đoàn Thế Huyến) nay là đường Vũ Bảo.
- Đường Võ Minh Vinh nay là đường Võ Mười.
- Đường Cô Giang nay là đường Trần Thị Kỷ.
- Đường Võ Tánh nay là đường Lê Hồng Phong.
- Đường Nguyễn Huệ nay là hai đường Nguyễn Huệ và An Dương Vương.
- Đường Lam Sơn (đoạn từ Nguyễn Thái Học tới An Dương Vương) + Đại Lộ Quang Trung (từ Nguyễn Thái Học tới cầu Sông Ngang) nay đổi là đường Tây Sơn.

## Kết nghĩa
- thành phố Hà Tĩnh
- thành phố Quảng Ngãi
- tỉnh Attapeu
- tỉnh Champasack
- tỉnh Saravane
- tỉnh Sekong
- quận Yongsan-gu, Seoul

## Hình ảnh

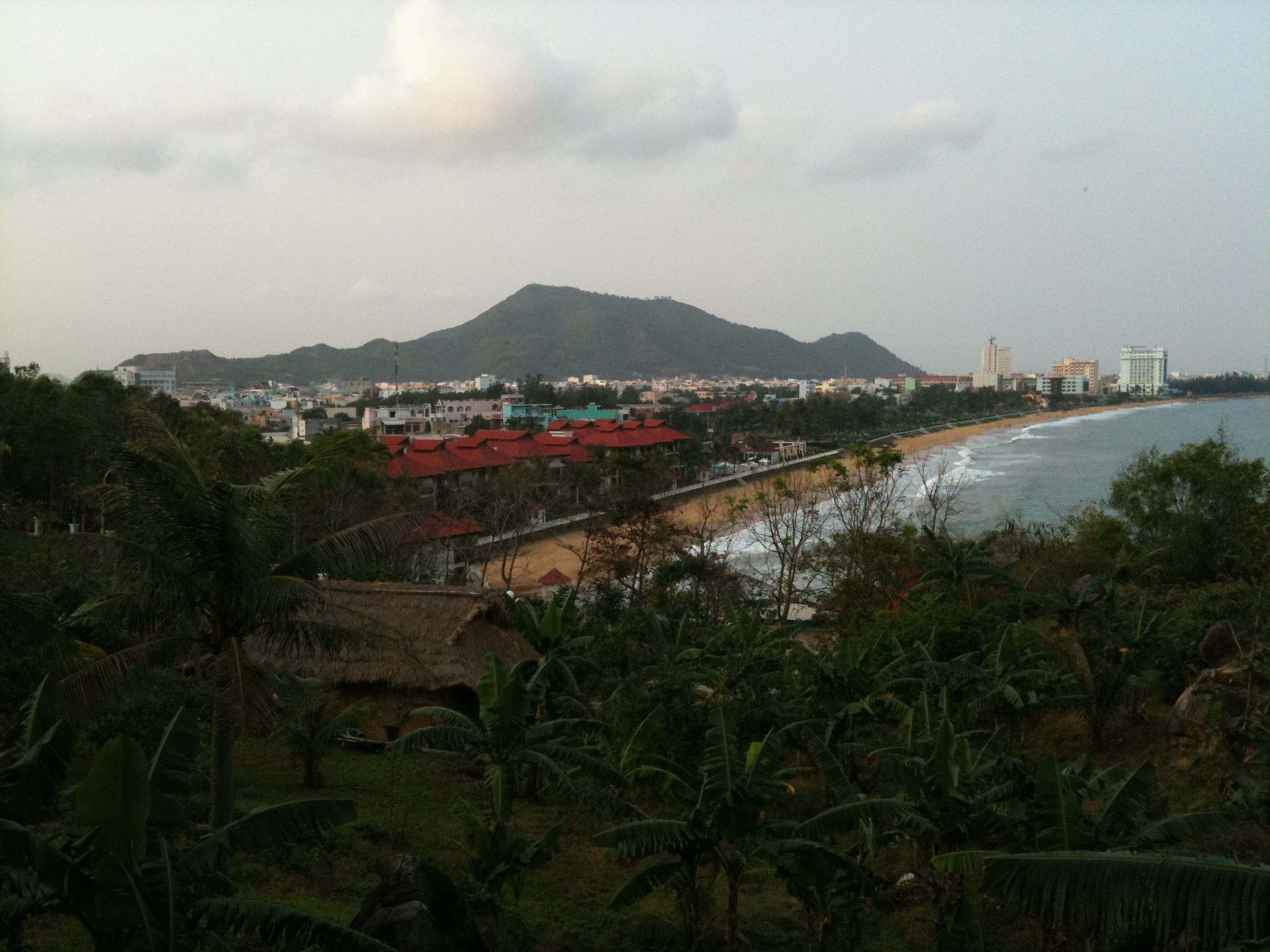
Phong cảnh Quy Nhơn
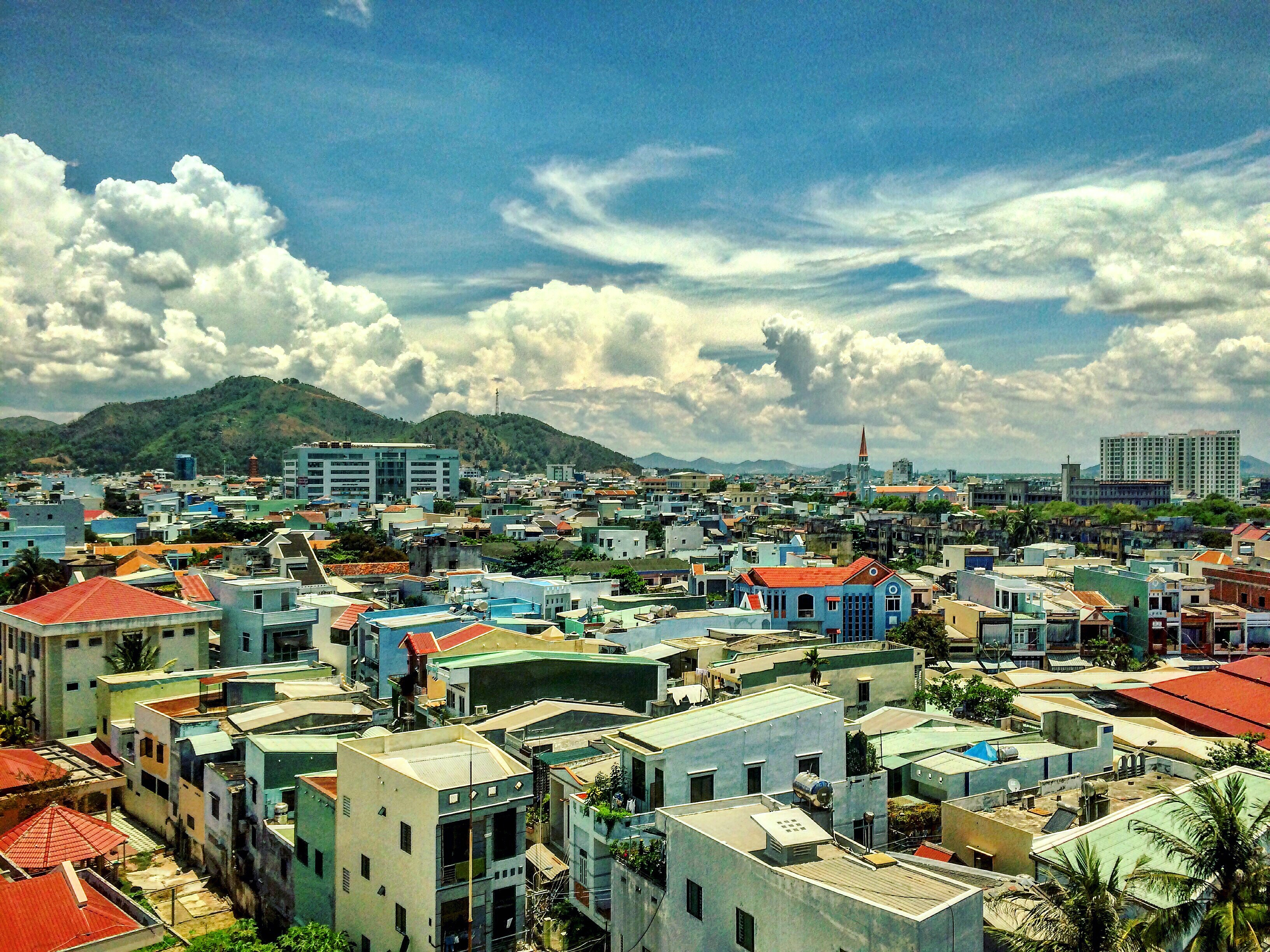
Thành phố Quy Nhơn nhìn từ trên cao
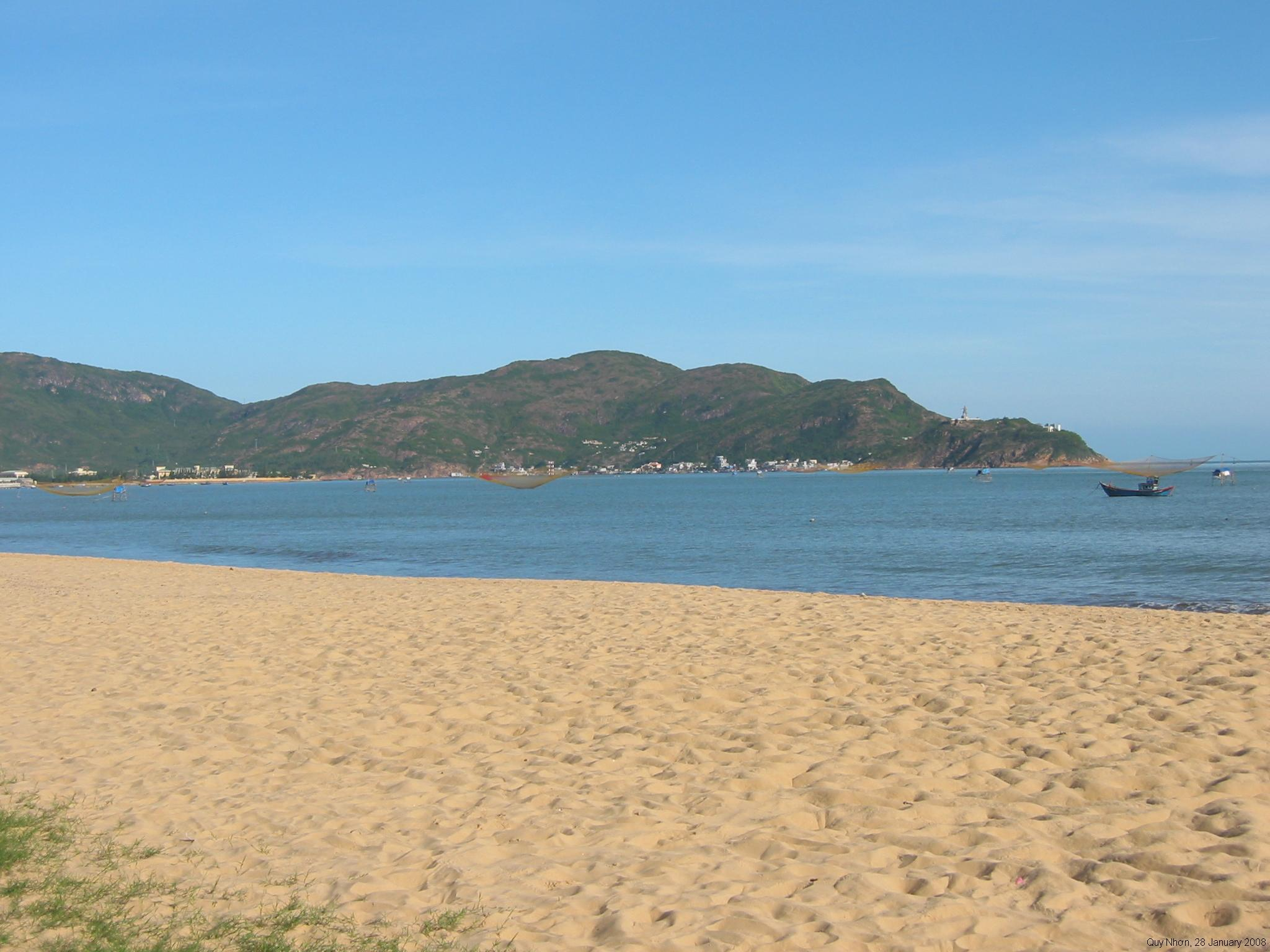
Bãi biển Quy Nhơn
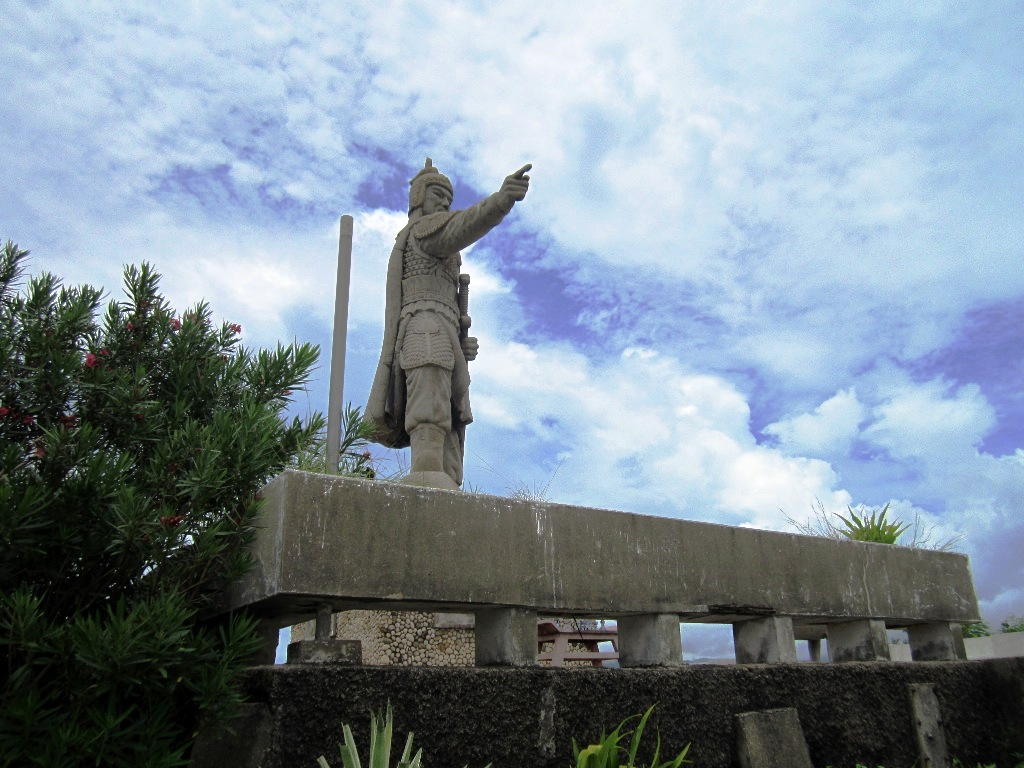
Tượng đài Trần Hưng Đạo ở Hải Minh, Quy Nhơn
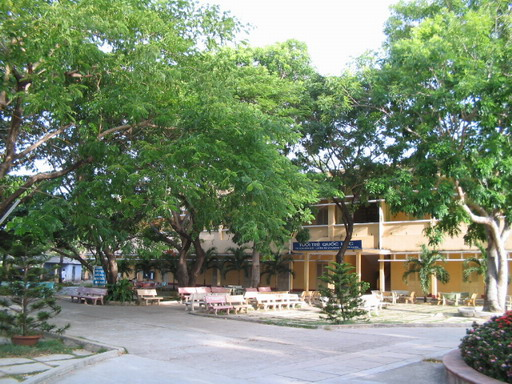
Trường PTTH Quốc học, Quy Nhơn
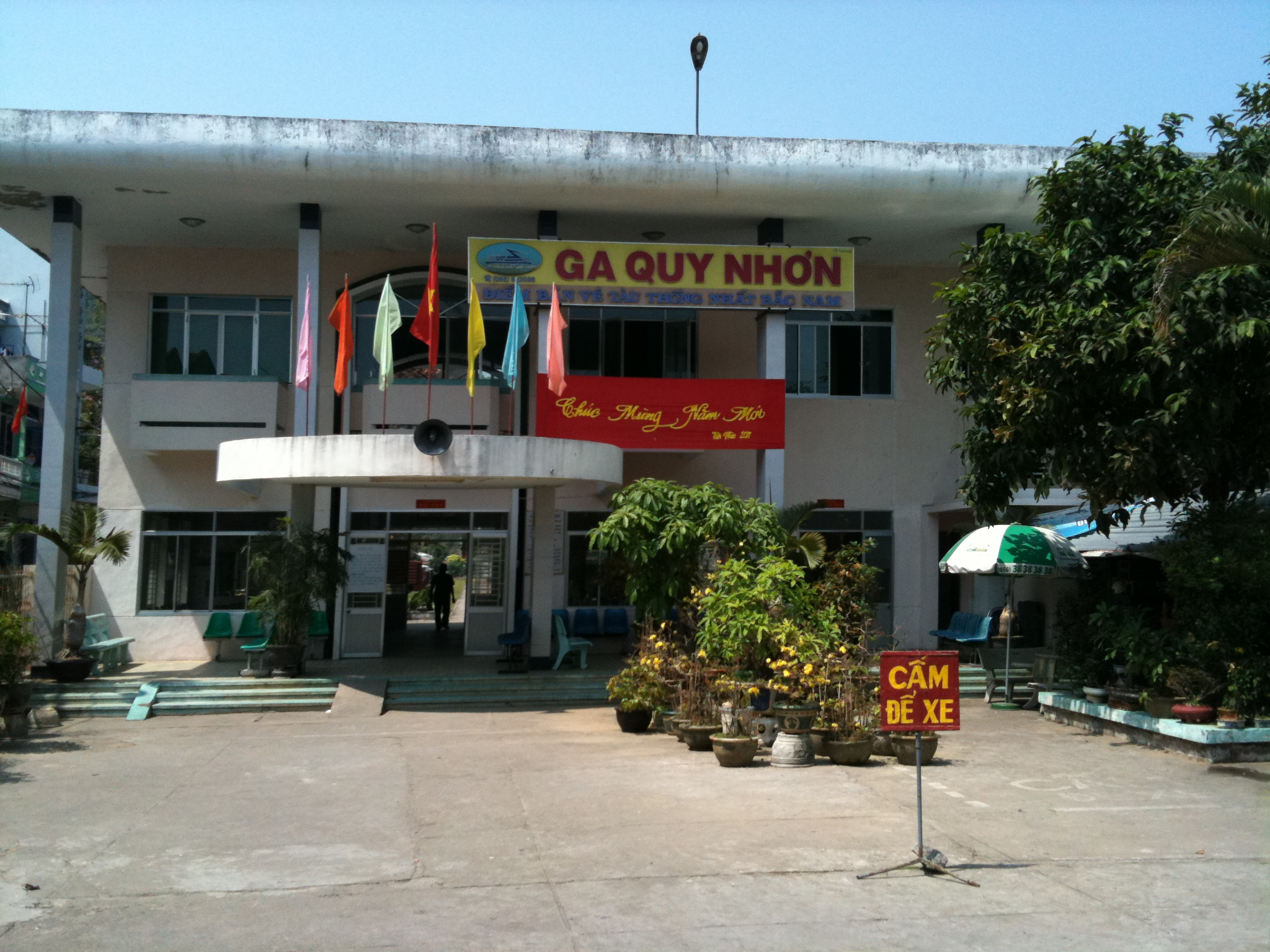
Ga xe lửa, Quy Nhơn
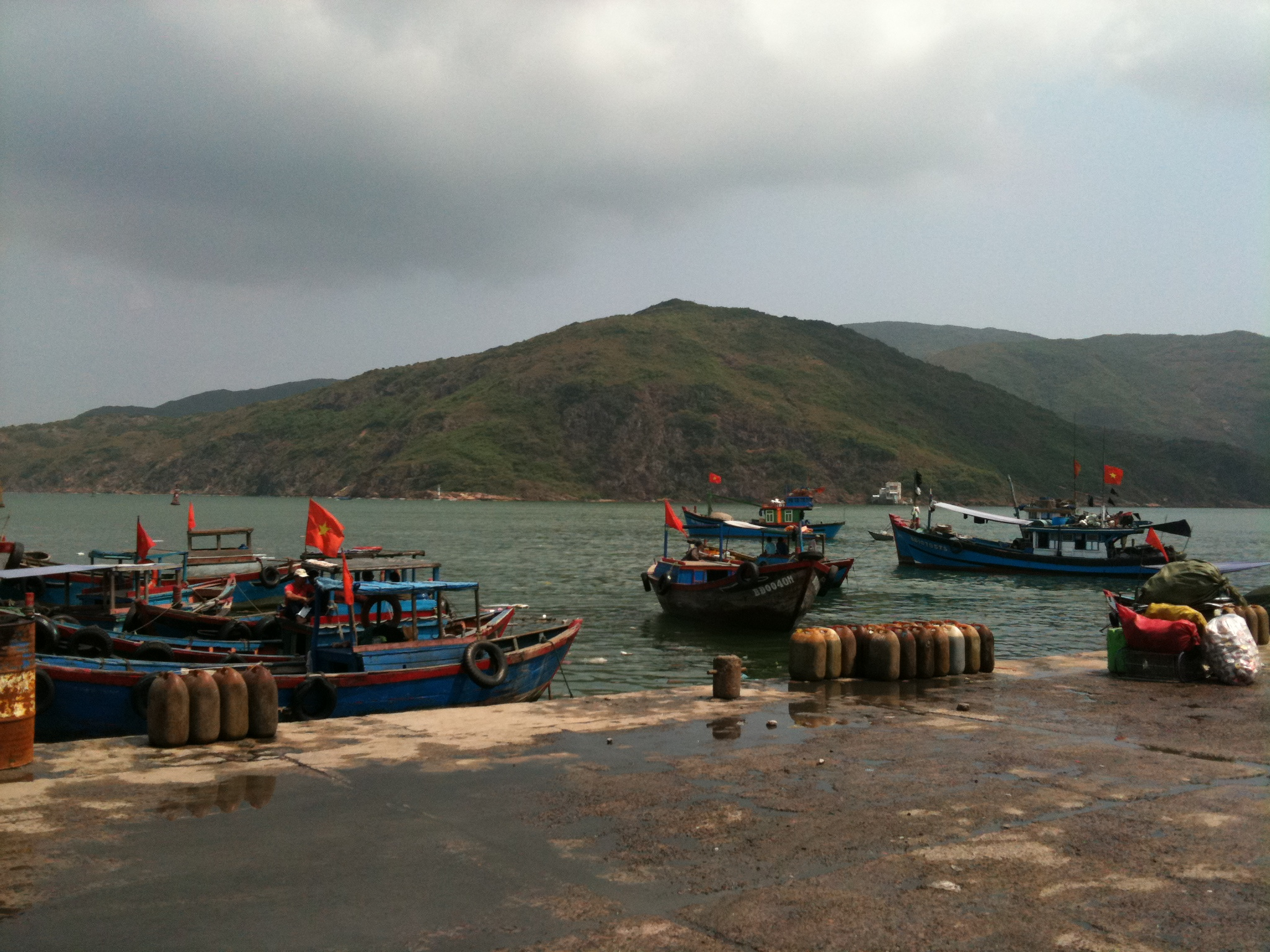
Thuyền cập cảng Quy Nhơn
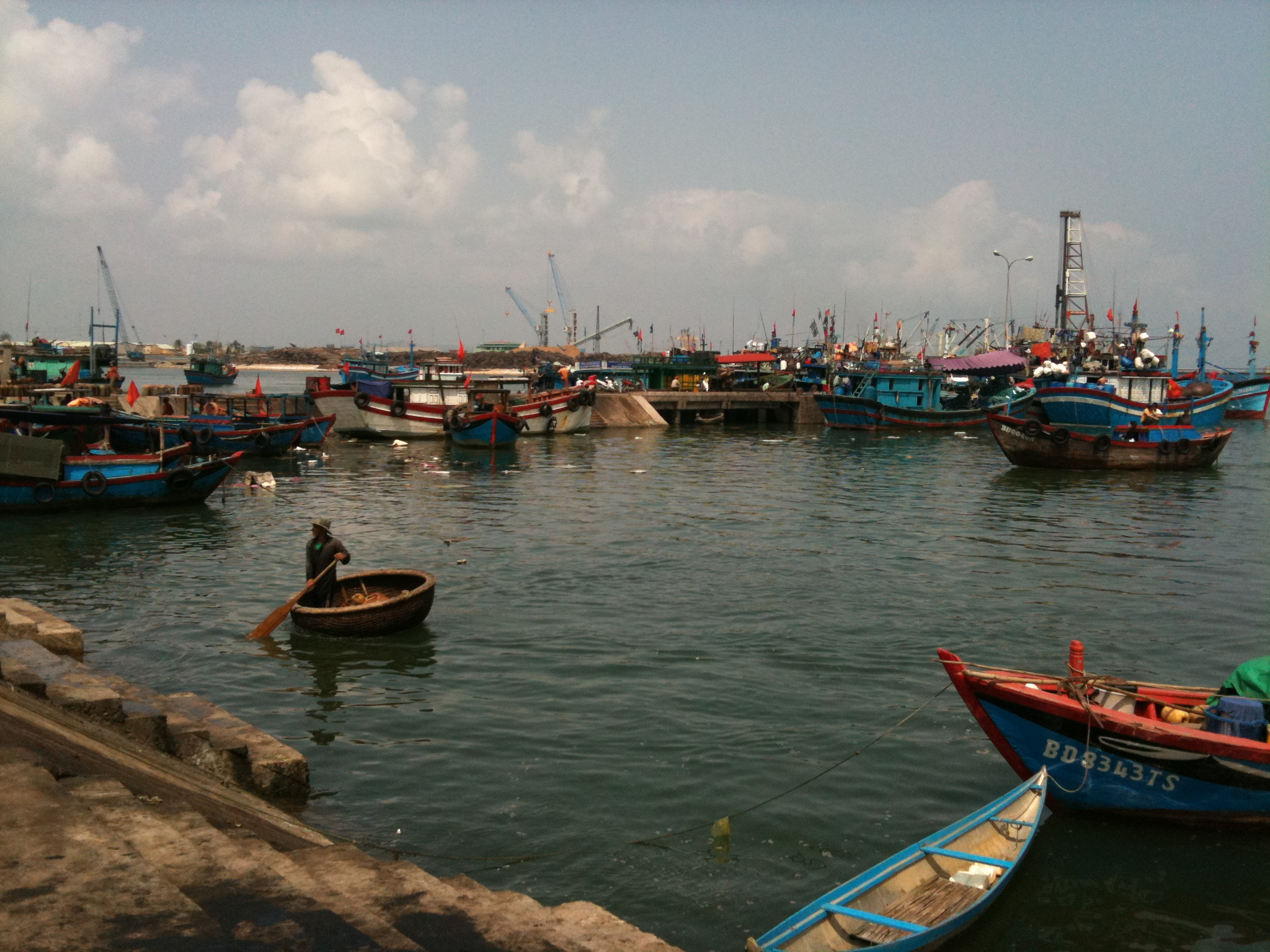
Tàu thuyền đánh bắt cá neo đậu ở cảng
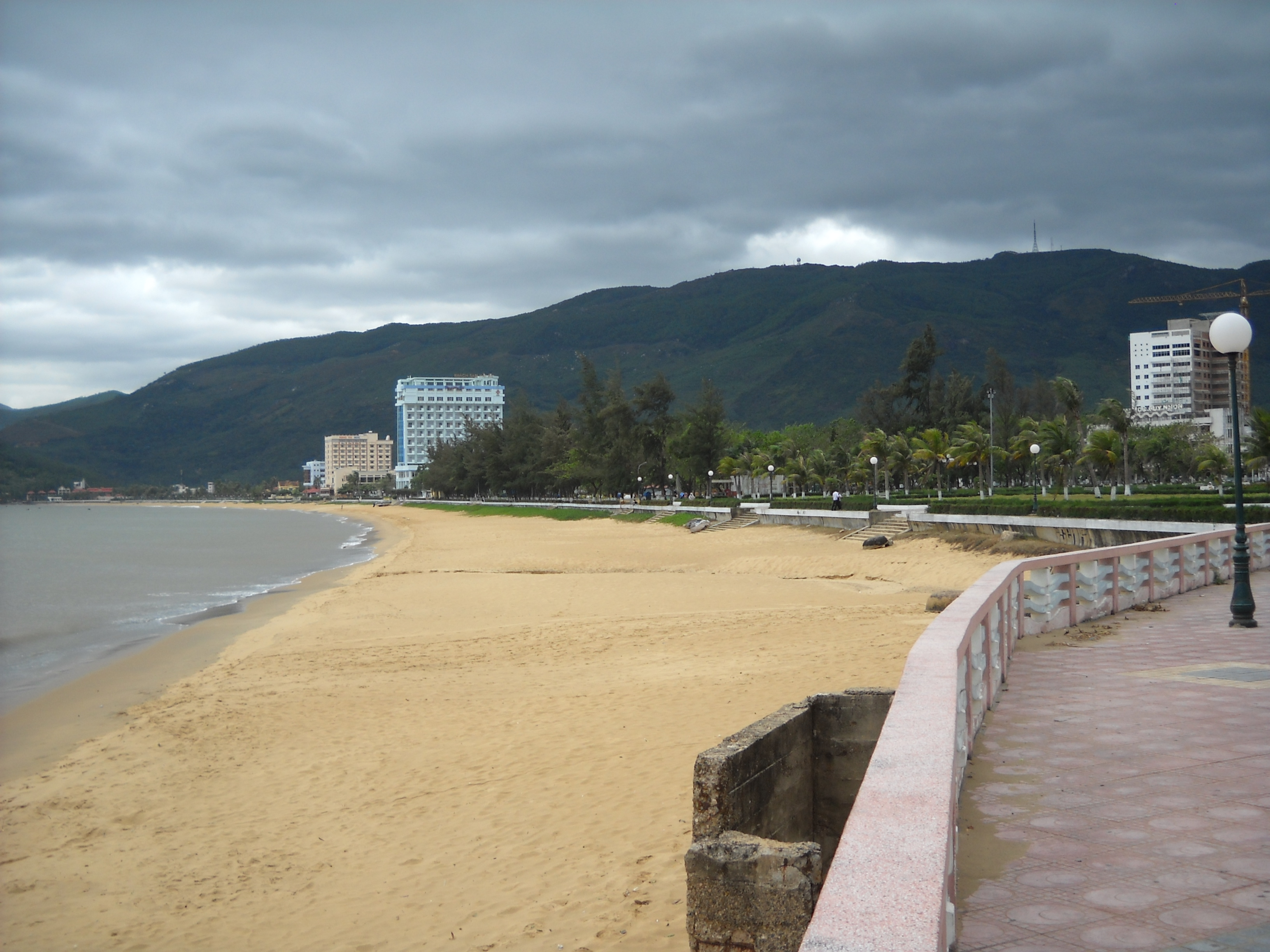
Bãi biển Quy Nhơn
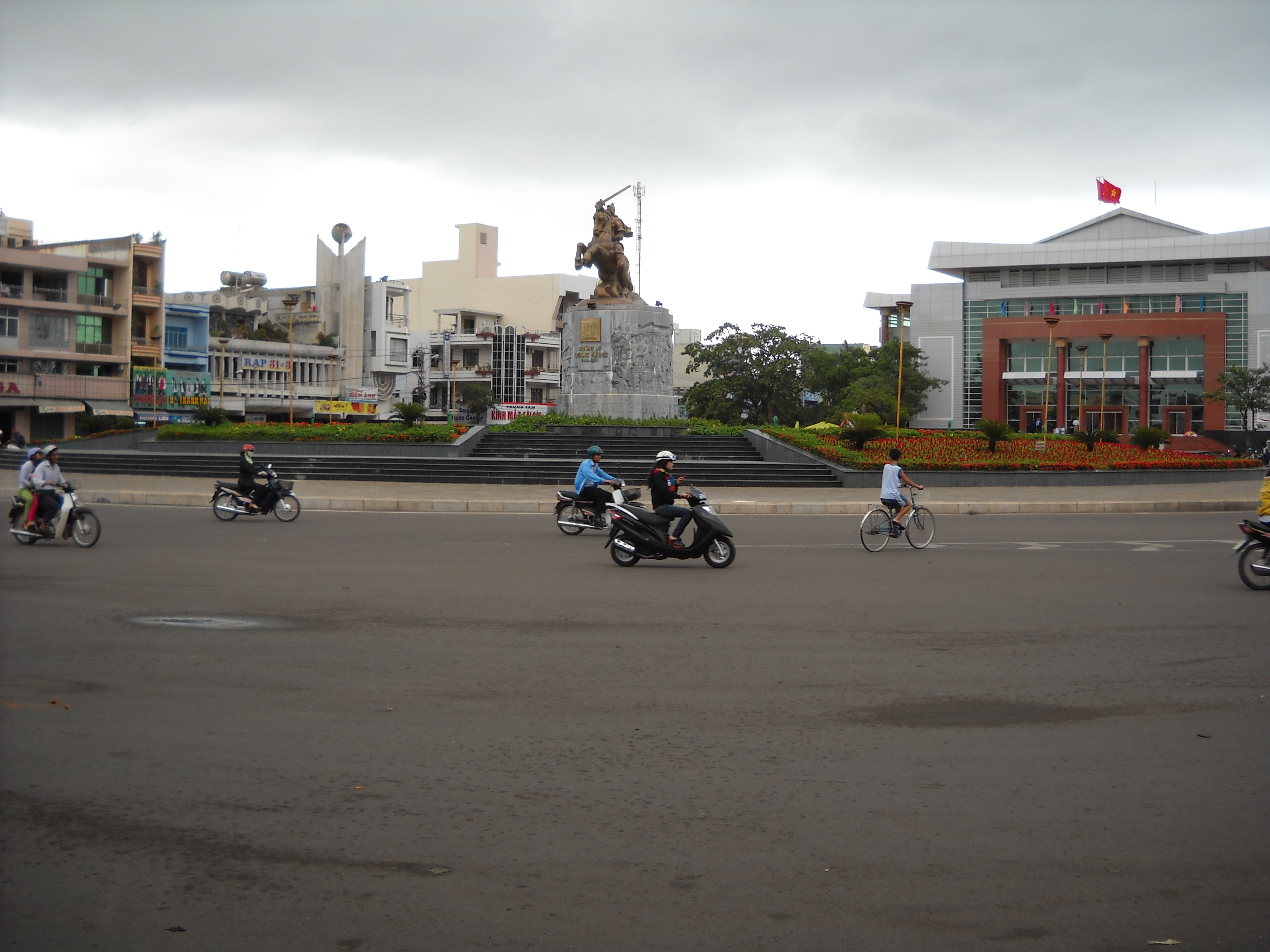
Tượng Quang Trung, Quy Nhơn
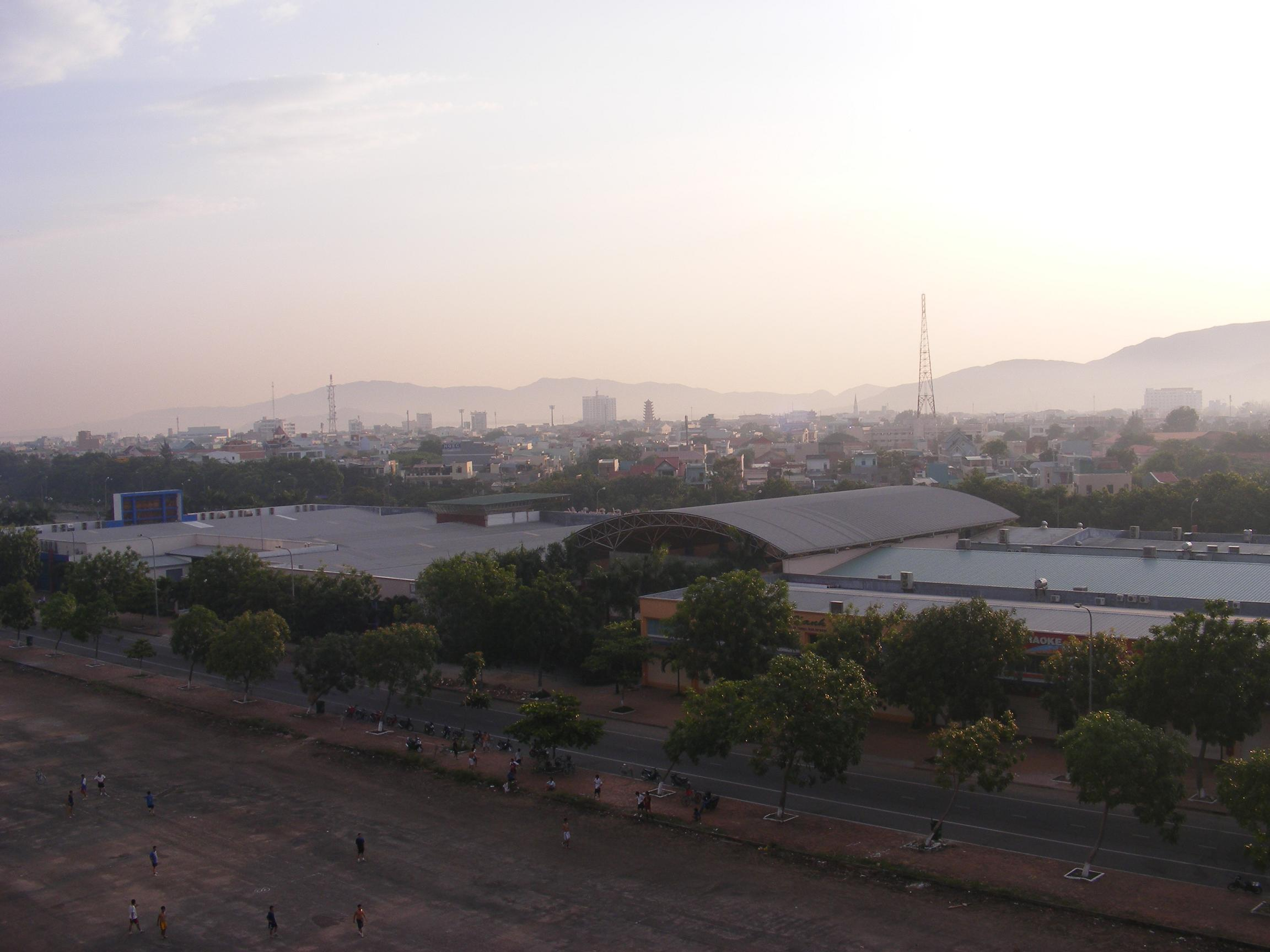
Một góc thành phố Quy Nhơn lúc sáng sớm